# Rząd Rzeczypospolitej Polskiej na uchodźstwie

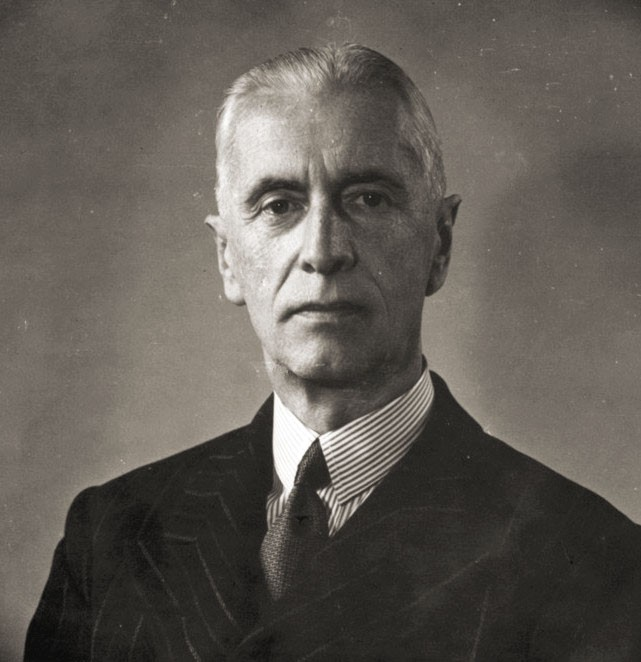
Prezydent RP Władysław Raczkiewicz

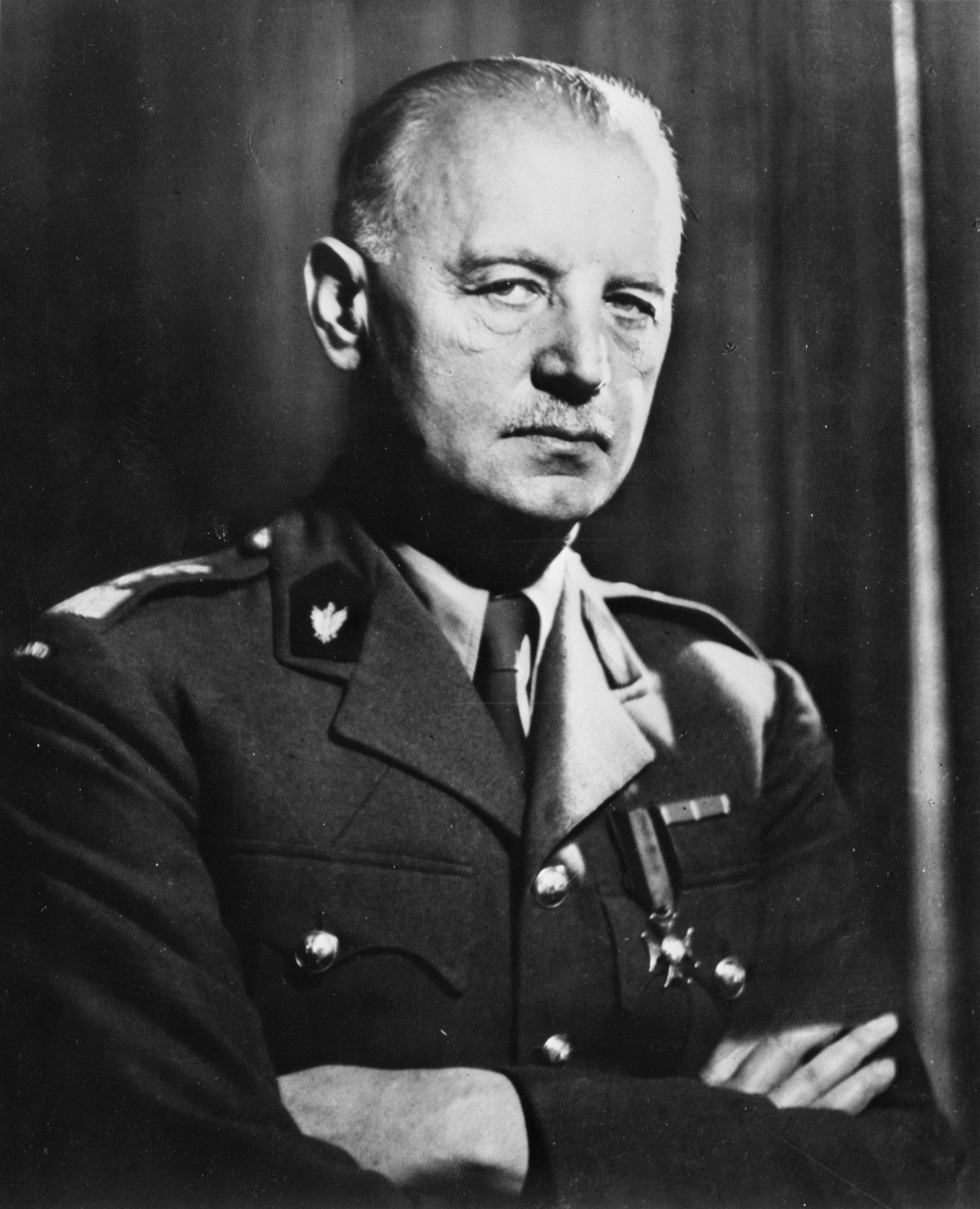
Premier RP gen. Władysław Sikorski

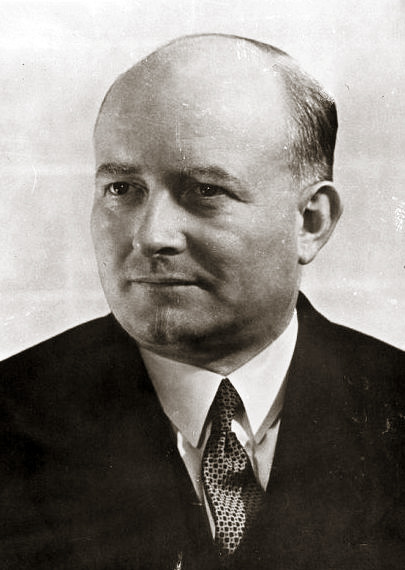
Premier RP Stanisław Mikołajczyk

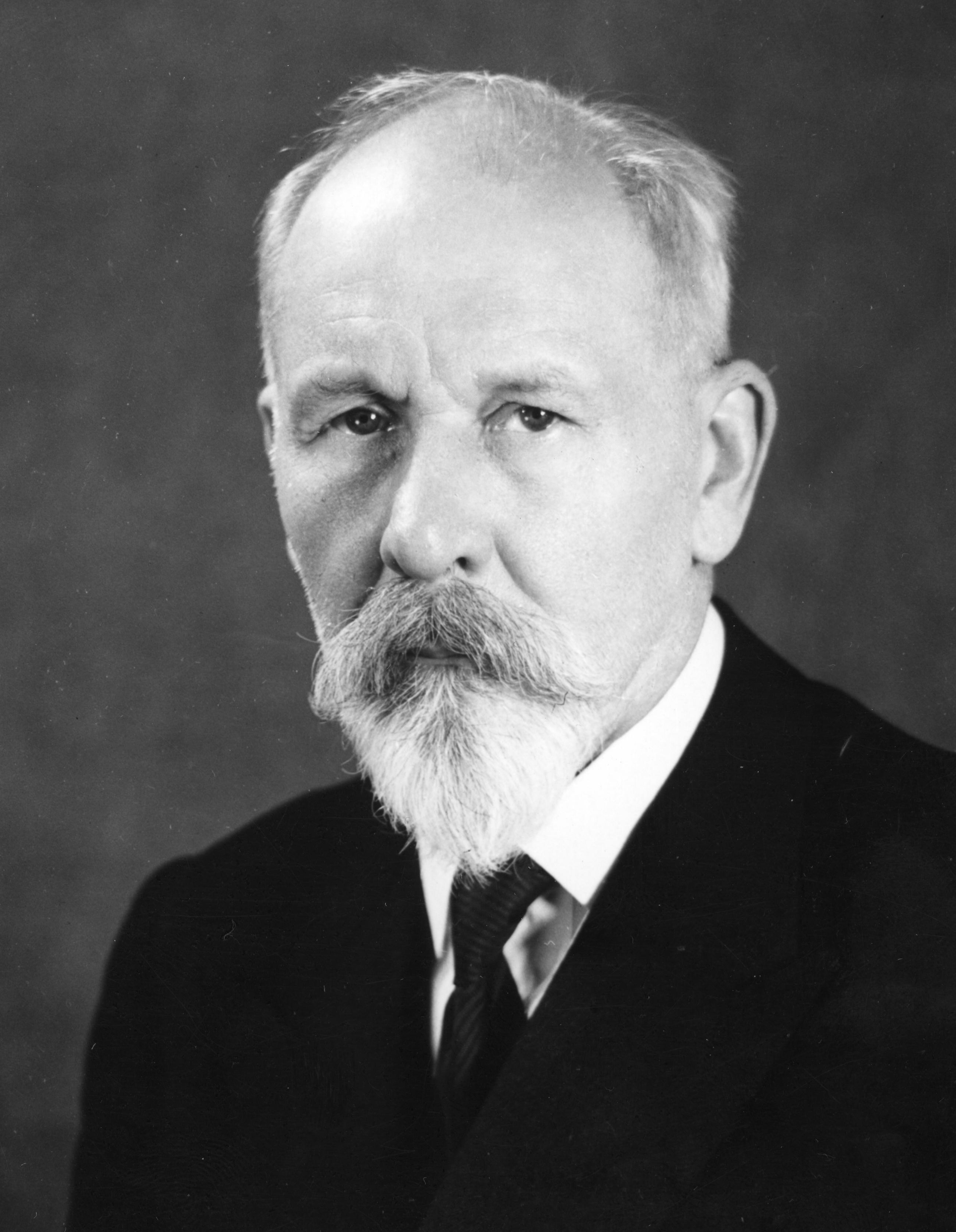
Premier RP Tomasz Arciszewski

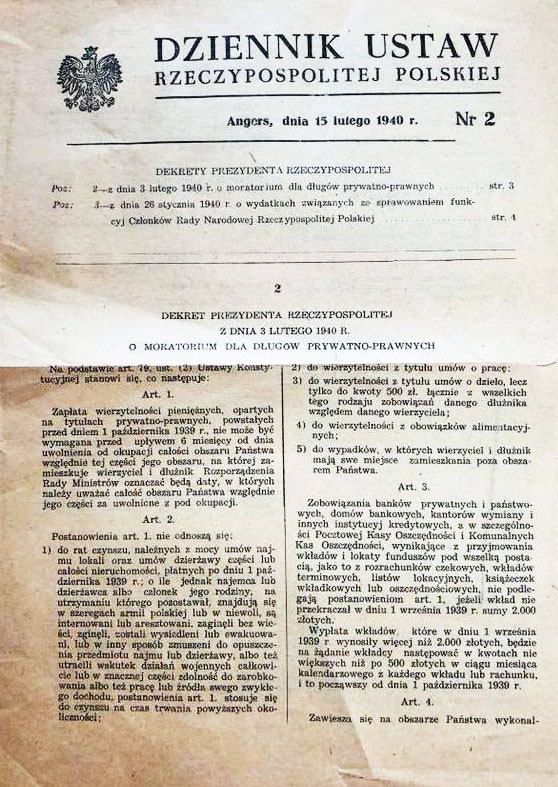
„Dziennik Ustaw” nr 2/1940 wydany przez Rząd RP na uchodźstwie

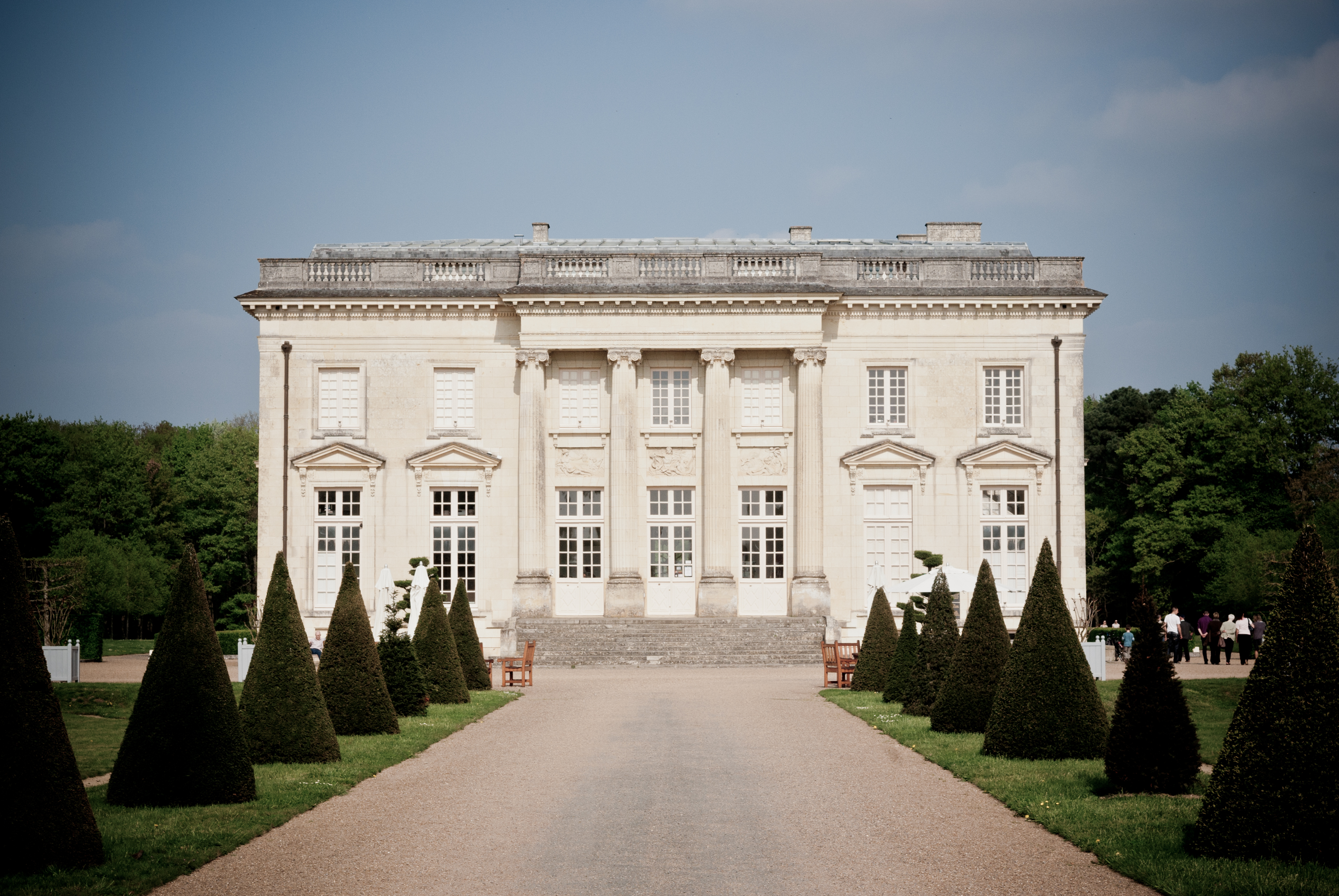
Château de Pignerolle w Angers – rezydencja władz RP na uchodźstwie XII 1939 – VI 1940

Rząd Rzeczypospolitej Polskiej na uchodźstwie – rząd Rzeczypospolitej Polskiej istniejący w latach 1939–1990, będący legalną kontynuacją władz II Rzeczypospolitej, zmuszonych opuścić Polskę po agresji III Rzeszy i ZSRR na nią we wrześniu 1939 i okupacji całego terytorium Polski przez agresorów. Siedzibą rządu był Paryż, później Angers (na zasadzie eksterytorialności), a od końca czerwca 1940 (po upadku Francji) – Londyn (stąd też często bywa on potocznie nazywany rządem londyńskim). Do 5 lipca 1945 r. był powszechnie uznawany na arenie międzynarodowej (z wyjątkiem ZSRR oraz III Rzeszy i jej sojuszników) za jedyny legalny rząd Polski, a następnie do 19 października 1972 r. uznawany był jedynie przez mniejszościową i stopniowo malejącą liczbę państwa świata, zaś po tej dacie całkowicie utracił status podmiotu prawa międzynarodowego, jednak mimo to funkcjonował nadal, aż do pierwszych powszechnych wyborów prezydenckich w Polsce w 1990 r. Władze RP na uchodźstwie zakończyły swoją działalność po wyborze i zaprzysiężeniu Lecha Wałęsy na prezydenta Polski i przekazaniu mu insygniów prezydenckich przez ostatniego prezydenta RP na uchodźstwie – Ryszarda Kaczorowskiego.

## Historia

### Etap francuski (wrzesień 1939 – czerwiec 1940)
Wobec agresji Niemiec (1 września 1939) i ZSRR (17 września 1939) na Polskę, władze Rzeczypospolitej zmuszone zostały do przeniesienia siedziby poza granice kraju dla uniknięcia niewoli i wymuszonej kapitulacji. W nocy z 17 na 18 września prezydent RP i wódz naczelny przekroczyli granicę polsko-rumuńską w Kutach mając przyrzeczony zgodnie z V konwencją haską i układem sojuszniczym pomiędzy Polską a Rumunią z 1921 przejazd do Francji (fr. droit de passage). Pod równoległym naciskiem władz III Rzeszy, ZSRR i Francji, władze Rumunii zażądały wbrew V konwencji haskiej zrzeczenia się od władz RP ich suwerennych prerogatyw państwowych pod groźbą internowania. Na skutek odmowy prezydenta RP, premiera i naczelnego wodza zostali oni internowani przez władze Rumunii w przygotowanych jeszcze w pierwszej połowie września 1939 ośrodkach internowania.
Dlatego też należało wyznaczyć władze Rzeczypospolitej spośród polityków polskich, którzy znajdowali się poza zasięgiem obu agresorów (III Rzeszy i ZSRR). Niekwestionowanymi kandydatami w sytuacji załamania struktur państwa byli przedstawiciele dyplomatyczni Rzeczypospolitej chronieni immunitetem dyplomatycznym. W konsekwencji 25 września prezydent RP Ignacy Mościcki, zgodnie z art. 24 konstytucji kwietniowej (upoważniającym do wyznaczenia następcy prezydenta RP w stanie wojny), na swego następcę wyznaczył Bolesława Wieniawę-Długoszowskiego, ambasadora RP we Włoszech. Jednak ze względu na przebywających w Paryżu przedstawicieli partii opozycyjnych w stosunku do sanacji i wywołanego ich naciskami sprzeciwu rządu Francji (co było ingerencją w suwerenność decyzji sojuszniczej Polski) Wieniawa-Długoszowski zrzekł się nominacji, a na urząd prezydenta RP został nominowany przez prezydenta RP Ignacego Mościckiego i objął go skutecznie Władysław Raczkiewicz. Wszystkie zarządzenia prezydenta Mościckiego były antydatowane na 17 września 1939, z miejscem wydania w Kutach na terytorium Rzeczypospolitej, by utrzymać ciągłość władzy i państwa polskiego. Po konsultacjach z przedstawicielami antysanacyjnej opozycji (b. Front Morges) prezydent Raczkiewicz powołał na urząd prezesa Rady Ministrów generała Władysława Sikorskiego, który powołał z kolei koalicyjny gabinet. W jego skład weszli przedstawiciele SN, SP, SL, PPS oraz mniej eksponowani politycy sanacyjni:
- gen. Władysław Sikorski (bezpartyjny) – prezes Rady Ministrów, minister spraw wojskowych, minister sprawiedliwości,
- Stanisław Stroński (SN) – minister – zastępca prezesa Rady Ministrów,
- August Zaleski (bezpartyjny) – minister spraw zagranicznych,
- płk Adam Koc (bezpartyjny) – minister skarbu, minister przemysłu i handlu.

Do tego pierwotnego składu wkrótce dołączyli:
- gen. Józef Haller (SP) – minister bez teki,
- Aleksander Ładoś (SL) – minister bez teki,
- Jan Stańczyk (PPS) – minister opieki społecznej,
- Marian Seyda (SN) – minister bez teki,
- Henryk Strasburger (bezpartyjny), który zastąpił Adama Koca.

Prawnomiędzynarodowa ciągłość instytucji państwowych Polski została w ten sposób, wbrew deklaracjom Niemiec i ZSRR zawartych w układzie o granicach i przyjaźni z 28 września 1939, zachowana i była uznawana przez cały okres II wojny światowej na forum międzynarodowym.
Niemcy i ZSRR stwierdziły wspólnie 28 września 1939, że państwo polskie przestało istnieć. Pod naciskiem ZSRR stosunki dyplomatyczne z Polską zerwały w październiku 1939: Litwa, Łotwa, Estonia i Mongolia, pod naciskiem Niemiec stosunki zerwała z chwilą przystąpienia do wojny po stronie Niemiec 1 września 1939 Słowacja.
W październiku do Paryża przybył gen. Kazimierz Sosnkowski i prezydent Raczkiewicz (chory na białaczkę) wyznaczył go na swego następcę w razie, gdyby sam nie mógł pełnić urzędu do końca wojny. Gen. Sosnkowski wszedł do rządu jako minister bez teki. 9 grudnia, po rezygnacji z uczestnictwa w rządzie Aleksandra Ładosia, jego miejsce jako minister bez teki zajął Stanisław Kot, bliski przyjaciel gen. Sikorskiego, który 9 października 1940 objął resort spraw wewnętrznych. 2 listopada 1939 prezydent wydał zarządzenie o rozwiązaniu Sejmu RP i Senatu RP. 7 listopada 1939 Sikorski objął urząd Wodza Naczelnego i Generalnego Inspektora Sił Zbrojnych. W listopadzie siedzibę rządu przeniesiono do Angers (Château de Pignerolle), gdzie posiadał status eksterytorialny. 30 listopada na podstawie 4 Konwencji Haskiej z 1907 roku o prawach i zwyczajach wojny lądowej wydano dekret o nieważności aktów prawnych władz okupacyjnych.
9 grudnia 1939 prezydent RP powołał Radę Narodową Rzeczypospolitej Polskiej – organ doradczy rządu i prezydenta – substytut parlamentu z nominacji prezydenta RP. W jej skład wchodziło 12 – 24 członków. Na czele Rady stanął Ignacy Paderewski, a wiceprzewodniczącymi zostali: Tadeusz Bielecki (SN), Stanisław Mikołajczyk (SL) i Herman Lieberman (PPS). 18 grudnia rząd wydał deklarację, która formułowała najważniejsze cele działania na emigracji. Deklaracja określała III Rzeszę jako głównego wroga Polski, zapowiadała walkę o wyzwolenie Polski u boku aliantów i utworzenie armii polskiej na Zachodzie, zawierała ogólnikowe stwierdzenia w sprawie kształtu Polski powojennej, a także zapowiedź konsolidacji i kierowania podziemiem niepodległościowym w kraju.
10 października 1939 powołano specjalną komisję ds. zbadania przyczyn klęski wrześniowej, pod przewodnictwem gen. Józefa Hallera. Komisja była narzędziem porachunków politycznych z politykami i urzędnikami obozu sanacyjnego, których odsuwano od służby państwowej.
30 listopada 1939 prezydent Władysław Raczkiewicz w przemówieniu do kraju wygłoszonym w polskiej rozgłośni radia paryskiego, które następnie zostało opublikowane w „Monitorze Polskim”, stwierdził: „W ramach konstytucji kwietniowej postanowiłem te jej przepisy, które uprawniają mnie do samodzielnego działania, wykonywać w ścisłym porozumieniu z prezesem Rady Ministrów”. Na mocy tego porozumienia, znanego w historiografii pod nazwą ‘umowy paryskiej’ , prezydent de facto zawiesił samodzielne wykonywanie prerogatyw, osłabiając w ten sposób swoją pozycję ustrojową określoną w konstytucji kwietniowej, która dawała mu władzę niemalże absolutną. Umowa stanowiła jednak istotny element z punktu widzenia bieżącej polityki wewnętrznej rządu na uchodźstwie, będący wyrazem pewnego kompromisu pomiędzy przedstawicielami sanacji, z którą związany był prezydent Raczkiewicz, a opozycją reprezentowaną przez premiera Sikorskiego, którego obóz polityczny nie uznawał konstytucji kwietniowej za legalną.
Jednym z głównych zadań Rządu RP było rozbudowywanie Polskich Sił Zbrojnych. Podpisano szereg umów z Brytyjczykami i Francuzami, planowano nawet stworzenie 100-tysięcznej armii polskiej we Francji. Ostatecznie, 4 stycznia 1940 podpisano polsko-francuski układ wojskowy i umowę lotniczą. Choć planów tych nie udało się do końca zrealizować, to we Francji powstały już wiosną 1940 następujące wielkie jednostki: 1. Dywizja Grenadierów (pod dowództwem gen. bryg. Bronisława Ducha), 2. Dywizja Strzelców Pieszych (pod dowództwem gen. bryg. Bronisława Prugara-Ketlinga), Samodzielna Brygada Strzelców Podhalańskich (pod dowództwem gen. bryg. Zygmunta Bohusza-Szyszki), Polskie Siły Powietrzne (sformowano jeden zwarty dywizjon 1/145 Warszawski). Organizowano także 3. i 4. Dywizje Piechoty oraz 10. Brygadę Kawalerii Pancernej (pod dowództwem gen. bryg. Stanisława Maczka). Z inicjatywy rządu polskiego utworzono także Brygadę Strzelców Karpackich gen. Stanisława Kopańskiego w Syrii.
Już w październiku 1939 przy rządzie emigracyjnym został odtworzony Fundusz Kultury Narodowej.
27 września 1939 (jeszcze podczas oblężenia Warszawy i przed powołaniem 30 września przez prezydenta RP rządu Władysława Sikorskiego), w przewidywaniu kapitulacji Warszawy została w ramach sztabu obrony Warszawy i Komitetu Obywatelskiego przy sztabie, powołana Służba Zwycięstwu Polski, której dowódcą został gen. Michał Karaszewicz-Tokarzewski, organizacja o charakterze wojskowo-politycznym (analogicznie do POW). SZP podporządkowała się zwierzchnictwu Naczelnego Wodza (formalnie był nim do 7 listopada 1939 r. marsz. Edward Rydz-Śmigły). Pierwszy meldunek SZP przez nieporozumienie trafił do Rydza-Śmigłego (adresowany był do Naczelnego Wodza) a dopiero potem dotarł do gen. Władysława Sikorskiego. Sikorski, wykorzystując opisaną sytuację jako pretekst, obawiając się zbyt dużego wpływu oficerów sanacyjnych na rozwój sytuacji w kraju, rozwiązał SZP i 13 listopada 1939 powołał na jej miejsce Związek Walki Zbrojnej – organizację o charakterze apolitycznym i ogólnonarodowym. Na jego czele stanął przebywający w Paryżu gen. Kazimierz Sosnkowski, któremu podlegali: dowódca obszaru okupacji niemieckiej gen. Stefan Rowecki i dowódca obszaru okupacji sowieckiej gen. Michał Karaszewicz-Tokarzewski, dotychczasowy zwierzchnik SZP. Celami ZWZ było przygotowywanie się do walki w momencie załamania Niemiec, szkolenie oficerów, gromadzenie broni. 14 lutego 1942 ZWZ przemianowano na Armię Krajową, której komendantem został gen. Stefan Rowecki ps. „Grot”. Armia Krajowa działała do 19 stycznia 1945, kiedy to została rozwiązana przez gen. Leopolda Okulickiego.

### Ewakuacja do Londynu (czerwiec 1940)

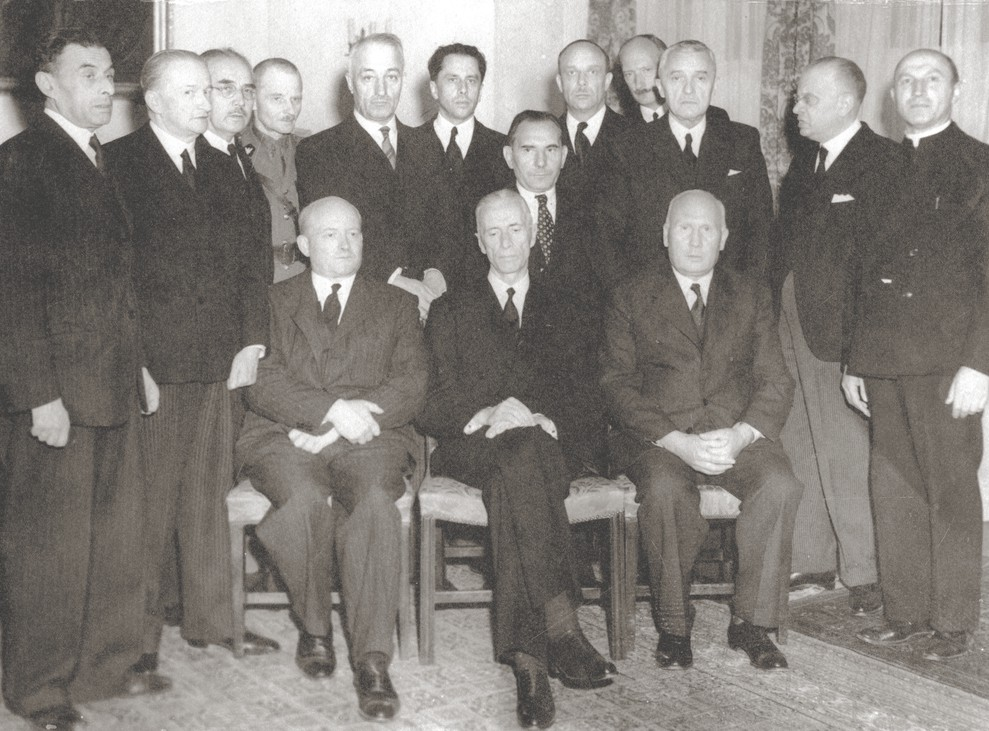
Rząd Stanisława Mikołajczyka 1944

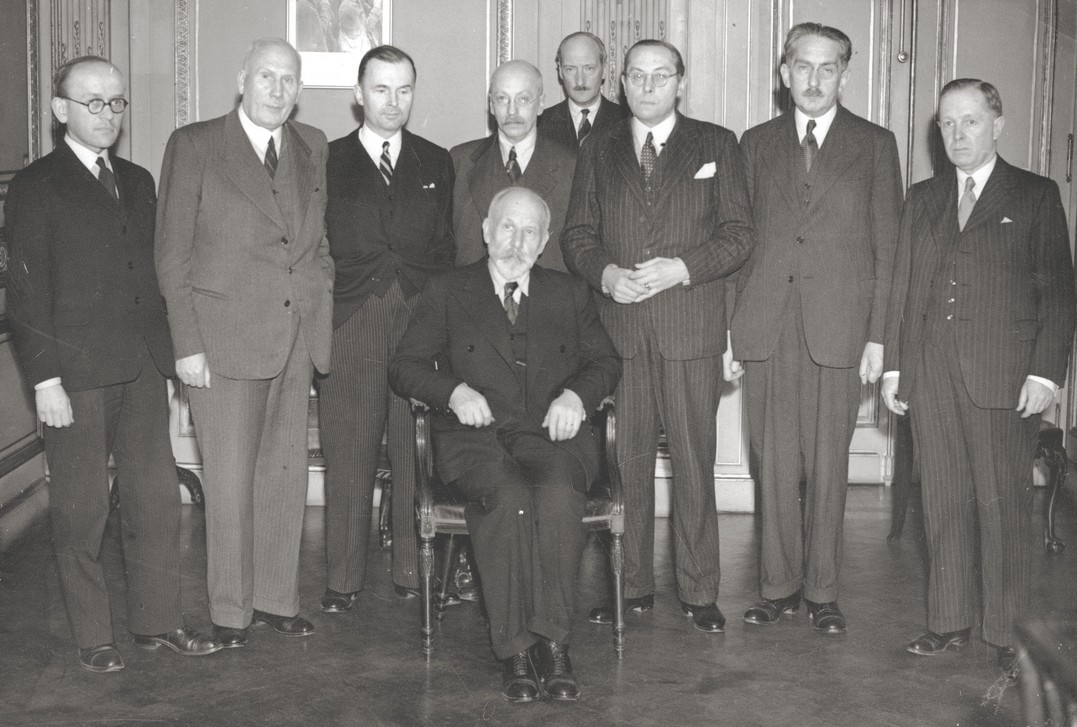
Rząd Tomasza Arciszewskiego 1944

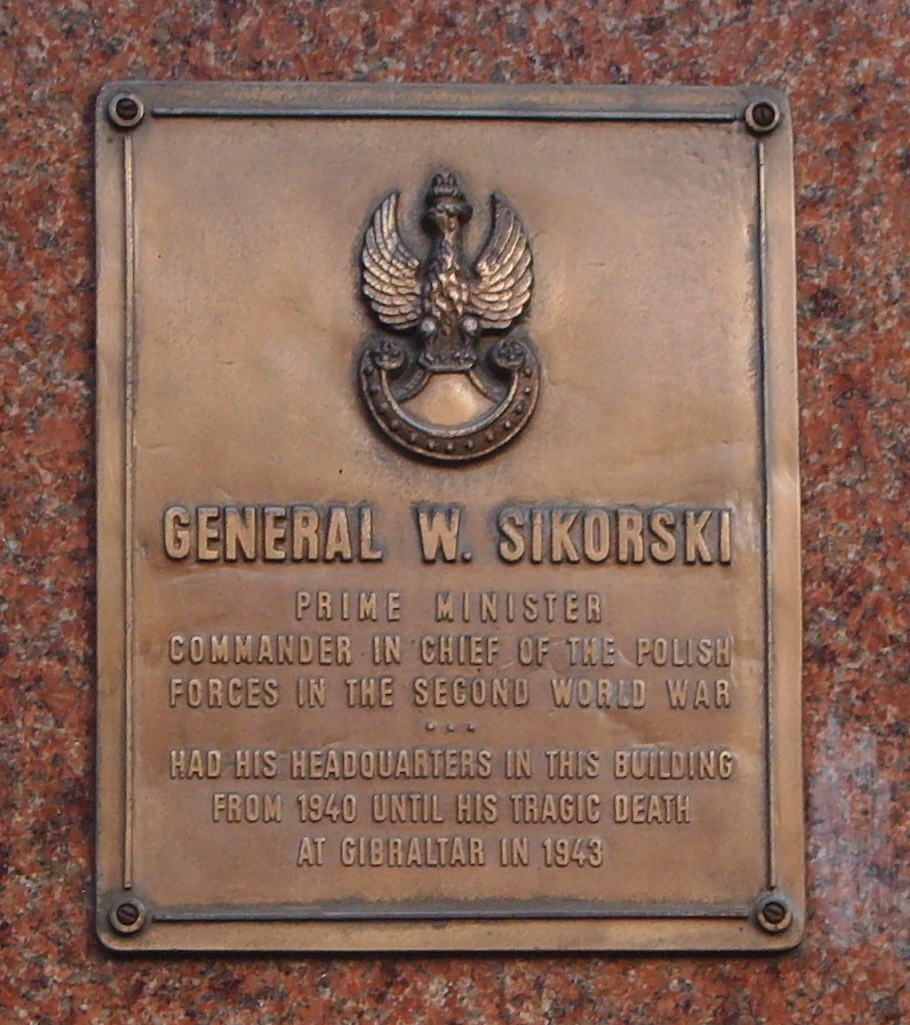
Tablica na ścianie Hotelu Rubens w Londynie, upamiętniająca pobyt gen. Sikorskiego w Londynie

Na wiosnę 1940 Niemcy rozpoczęły ofensywę na froncie zachodnim. Szybko zajęły Danię, Norwegię, Luksemburg, Belgię, Holandię i wreszcie – 22 czerwca 1940 – także Francja podpisała rozejm z Rzeszą. Polski rząd postanowił skorzystać z osobistego zaproszenia premiera Winstona Churchilla i przenieść swą siedzibę do Londynu. Wieczorem 17 czerwca gen. Sikorski zwrócił się do jednostek polskich z rozkazem, by kierowały się do portów zachodnich, a dowódcy nawiązywali kontakty z oficerami armii brytyjskiej i ewakuowali podległe sobie oddziały. Zaraz potem Naczelny Wódz udał się samolotem do Londynu, gdzie 19 czerwca spotkał się z premierem Churchillem i uzgodnił wstępne warunki funkcjonowania Polskich Sił Zbrojnych w Wielkiej Brytanii. Również 19 czerwca rozpoczęła się zorganizowana akcja ewakuacyjna polskich oddziałów. Niestety, do Anglii zdołała się przedostać jedynie ok. 1/3 stanu osobowego Polskich Sił Zbrojnych.
5 sierpnia 1940 podpisano polsko-brytyjską umowę wojskową. Utworzono m.in. I Korpus Polski, przemianowany w 1942 na I Korpus Pancerno-Motorowy (gen. Marian Kukiel), 1. Samodzielną Brygadę Spadochronową (gen. Stanisław Sosabowski), 1. Dywizję Pancerną (gen. Stanisław Maczek) i Polskie Siły Powietrzne (w tym sławny dywizjon 303, który odegrał kluczową rolę w bitwie o Anglię).
W II poł. 1940 jedną z najbardziej absorbujących rząd polski spraw były rokowania z rządem czechosłowackim na emigracji. W ich efekcie, 11 listopada 1940 podpisano deklarację polsko-czechosłowacką o utworzeniu po wojnie federacji państw Europy Środkowej (otwartej dla reszty państw). Z racji wrogiego stanowiska ZSRR plan ten nie doszedł do skutku.
Rząd od początku swej działalności angażował się w budowanie Polskiego Państwa Podziemnego. Już 13 listopada 1939 został powołany przez gen. Sikorskiego, na mocy uchwały Rady Ministrów z 8 listopada tegoż roku, Komitet Ministrów dla Spraw Kraju (KMSK). Jego przewodniczącym został gen. Kazimierz Sosnkowski, a oprócz niego do pierwszego składu KMSK zostali desygnowani: Aleksander Ładoś, Marian Seyda, Jan Stańczyk i gen. Marian Kukiel. Głównym zadaniem tego organu było czuwanie nad wszystkimi sprawami, związanymi z doprowadzeniem do wyzwolenia Polski spod okupacji niemieckiej i sowieckiej. 6 stycznia 1940 gen. Sikorski wydał zarządzenie reorganizujące Komitet Ministrów dla Spraw Kraju, który został przemianowany na Komitet dla Spraw Kraju (KSK). Na posiedzeniu KSK 28 lutego 1940 został uchwalony regulamin organizacyjny pracy Komitetu. Podjęte przez niego uchwały miały być zatwierdzane przez premiera lub rząd RP, a wykonaniem zatwierdzonych uchwał mieli się zajmować: w przedmiocie spraw wojskowych – kierownictwo tajnej organizacji wojskowej działającej na ziemiach okupowanej Polski, a w przedmiocie prac politycznych – minister kierujący działem ogólnej i politycznej łączności z krajem. Na podstawie tych założeń w okupowanym kraju powstawały struktury państwa podziemnego, współpracujące z władzami na uchodźstwie.

Pod koniec 1940 Rząd RP powołał Delegaturę Rządu na Kraj, jako reprezentację rządu w okupowanym kraju. Delegatem Rządu został Cyryl Ratajski (do września 1942), po nim funkcję tę objął Jan Piekałkiewicz (do 1943), a po jego aresztowaniu – Jan Stanisław Jankowski. Ostatnim Delegatem Rządu był Stefan Korboński.
18 lipca 1940 prezydent Władysław Raczkiewicz zdecydował się zdymisjonować generała Władysława Sikorskiego z funkcji premiera. Było to zgodne z konstytucją kwietniową, ale naruszało postanowienia umowy paryskiej, zgodnie z którą każda zmiana premiera musiała być uzgodniona z dotychczasowym premierem. Misję tworzenia nowego rządu Raczkiewicz powierzył dotychczasowemu ministrowi spraw zagranicznych – Augustowi Zaleskiemu. Oficjalnie powodem dymisji był niekonsultowany z prezydentem i rządem memoriał złożony przez Sikorskiego w czerwcu 1940 Brytyjczykom, postulujący utworzenie na terytorium ZSRR 300-tysięcznej armii złożonej z Polaków przebywających w ZSRR, a faktycznie – chęć odzyskania władzy na emigracji przez sanację i wzięcia politycznego odwetu na Sikorskim. Przeciwko dymisji opowiedziała się grupa oficerów blisko związana z Wodzem Naczelnym, jak również Rada Narodowa RP. W konsekwencji 20 lipca Raczkiewicz, również pod naciskiem Brytyjczyków, zmuszony był wycofać swą decyzję.
W sierpniu 1940 Rada Ministrów uchwaliła tymczasowy statut Biura Prac Politycznych, Ekonomicznych i Prawnych (jego istnienie zostało formalnie usankcjonowane dopiero na mocy dekretu prezydenta z dnia 28 sierpnia 1941), do którego zadań miało należeć opracowanie programu rewindykacji terytorialnych i innych postulatów, do których urzeczywistnienia Polska zmierza w wyniku toczącej się wojny. Zgodnie ze statutem na czele biura stał odpowiedzialny za jego działalność minister, a kierownictwo ogólne pracami biura sprawował jego prezes. Ministrem odpowiedzialnym za działalność biura został mianowany Marian Seyda. W kwestii granicy wschodniej polski rząd na uchodźstwie przez cały okres swego istnienia stał na stanowisku bezwzględnej nienaruszalności wschodniej granicy państwa sprzed 17 września 1939. Więcej uwagi natomiast poświęcano problemowi granicy zachodniej i północnej Polski. W środowiskach polskich na emigracji i w kraju panowała zgoda w kwestii przyłączenia do Polski terytorium byłego Wolnego Miasta Gdańska, Śląska Opolskiego oraz całości Prus Wschodnich z Królewcem włącznie. Już jednak w marcu 1940 w rządzie gen. Władysława Sikorskiego wypracowano program przesunięcia jej na linię Szczecin-Odra-Nysa Łużycka. Plany przesunięcia granicy ściśle wiązano z wysiedleniem z terytorium Polski ludności niemieckiej, której łączną liczbę szacowano na 7 mln. Wysiedlenie Niemców rozumiano nie tylko jako środek represji i odwetu, ale i jako element porządkujący granicę etniczną z granicą państwową. Liczono także, iż wobec perspektywy załamania się władzy hitlerowskiej, nastąpi masowa ucieczka zarówno administracji niemieckiej, jak i niemieckiej ludności cywilnej w głąb III Rzeszy, co znacznie zmniejszy liczbę tych, których władze polskie będą zmuszone wysiedlić. Odpowiedź na pytanie, czy należy wysiedlić z Polski wszystkich Niemców – także tych mających przed wrześniem 1939 polskie obywatelstwo – była zróżnicowana.

### Okres kooperacji z ZSRR 1941–1943
22 czerwca 1941 Niemcy zaatakowały ZSRR i fakt ten był (oprócz przystąpienia Stanów Zjednoczonych do wojny z Niemcami) rozstrzygający dla dalszych losów II wojny światowej. Izolowana na kontynencie od upadku Francji Wielka Brytania w radiowym przemówieniu Winstona Churchilla zaproponowała ZSRR bez warunków wstępnych sojusz i pomoc. W konsekwencji za pośrednictwem rządu brytyjskiego rozpoczęto także w Londynie rokowania polsko-radzieckie i w ich efekcie podpisano specjalne porozumienie. Układ ten, zwany układem Sikorski–Majski (od nazwisk sygnatariuszy), został podpisany 30 lipca 1941 i postanawiał, że:
- oba państwa zobowiązują się do udzielania sobie pomocy w walce z Niemcami,
- rząd radziecki wyraża zgodę na utworzenie na terytorium ZSRR armii polskiej z dowództwem polskim (mianowanym przez rząd polski w porozumieniu z rządem ZSRR),
- ZSRR uznaje za nieważne wszystkie układy z III Rzeszą z roku 1939 dotyczące Polski (Pakt Ribbentrop-Mołotow i pakt o granicach i przyjaźni z 28 września 1939),
- natychmiast po podpisaniu układu zostaną przywrócone stosunki dyplomatyczne między obu państwami (zerwane jednostronnie przez ZSRR 17 września 1939 w związku z agresją na Polskę i tezą o nieistnieniu państwa polskiego),
- układ wchodzi w życie natychmiast i nie podlega ratyfikacji.

Dodano także protokół dodatkowy o udzieleniu tzw. amnestii dla wszystkich polskich więźniów w ZSRR.
Podpisanie układu wywołało poważny kryzys w rządzie i związanym z nim podziemiem w kraju. 25 lipca minister spraw zagranicznych August Zaleski podał się do dymisji. To samo zrobili Marian Seyda i Kazimierz Sosnkowski. Głównym zarzutem wysuwanym przeciw układowi było zawarcie go w trybie niekonstytucyjnym (przez premiera bez zgody prezydenta RP i kontrasygnaty ministra spraw zagranicznych) i brak w układzie jednoznacznej deklaracji sowieckiej w kwestii przywrócenia granicy polsko-sowieckiej określonej w traktacie ryskim. Prezydent Raczkiewicz nawoływał do zerwania wszelkich rozmów z Sowietami i odmówił ratyfikacji układu. Był to drugi tak poważny kryzys w łonie Rządu Emigracyjnego i doprowadził on do rozłamu zagranicznej koalicji. Nowym ministrem spraw zagranicznych został w konsekwencji 3 września Edward Raczyński, ministrem spraw wewnętrznych Stanisław Mikołajczyk, ministrem sprawiedliwości Herman Lieberman. Rozwiązano również Radę Narodową, a jej nowy skład powołano dopiero 3 lutego 1942 (przewodniczącym został Stanisław Grabski).
12 sierpnia 1941 Rada Najwyższa ZSRR wydała dekret o amnestii dla Polaków więzionych w ZSRR. 14 sierpnia podpisano umowę wojskową polsko-radziecką, na mocy której miano utworzyć ze zwolnionych więźniów armię polską (organizacyjnie i personalnie podlegającą Polakom, a taktycznie – Sowietom) do walki z Niemcami u boku Armii Czerwonej. We wrześniu na dowódcę armii wyznaczono więzionego dotychczas na moskiewskiej Łubiance gen. Władysława Andersa. Najpoważniejszym problemem, jaki pojawił się podczas formowania jednostek polskich w ZSRR, był niedobór kadry oficerskiej. Według szacunków sztabu Naczelnego Wodza, na terytorium ZSRR powinno przebywać co najmniej 15 tys. polskich oficerów. Polskie władze podjęły starania o wcielenie ich do armii Andersa. Szybko jednak okazało się, że tylko niewielka część z nich stawiła się do służby. Strona polska, nie przewidując tego, co się stało, zaczęła zabiegać u Sowietów o wyjaśnienie losu zaginionych oficerów, co których było wiadomo, że jesienią 1939 r. zostali osadzeni w trzech obozach: w Kozielsku, Ostaszkowie i Starobielsku. Inne napotkane problemy związane były z niedotrzymywaniem umowy o dostarczaniu zaopatrzenia i wyżywienia dla tworzących się jednostek oraz niechęci ZSRR przywrócenia polskiego obywatelstwa białoruskim, ukraińskim i litewskim mieszkańcom Kresów Wschodnich. Władze radzieckie były skłonne uznać za obywateli polskich wyłącznie osoby narodowości polskiej i żydowskiej. W konsekwencji doprowadziło to do podjęcia decyzji o ewakuacji armii polskiej z ZSRR. 30 listopada 1941 do ZSRR przybył gen. Sikorski, gdzie 3–4 grudnia odbył on serię rozmów ze Stalinem, które zakończyły się podpisaniem wspólnej deklaracji politycznej, w której Stalin zgodził się m.in. na ewakuację części wojska polskiego (25 000 żołnierzy) do Iranu, pozostającego pod kontrolą Brytyjczyków (nastąpiła ona w marcu 1942). Zapytany o zaginionych oficerów Stalin wykręcał się dziwnymi opowieściami o ich rzekomej ucieczce do Mandżurii. W tym czasie gen. Anders odrzucił wysunięte przez Sowietów żądanie, aby w możliwie jak najkrótszym czasie skierować na front dwie polskie dywizje, gdyż zdawał sobie sprawę z tego, że nie zdołają one w żaden sposób zmienić sytuacji militarnej, mogą natomiast szybko zostać rozbite przez Niemców. Władze ZSRR zaczęły zarzucać Polakom brak chęci do walki z Niemcami i ograniczyły dostawę sprzętu i żywności dla Armii Polskiej. W tej sytuacji rząd brytyjski rozpoczął zabiegi u Stalina w celu wysłania pozostałych jeszcze w ZSRR oddziałów na Środkowy Wschód. W lipcu 1942 podjęto ostatecznie decyzję o ewakuacji wszystkich jednostek polskich do Iranu. W sierpniu 1942 opuściło terytorium ZSRR ponad 116 tys. żołnierzy i ludności cywilnej.
Na mocy dekretu prezydenta RP z dnia 6 lipca 1942 w miejsce dotychczasowego Biura Prac Politycznych, Ekonomicznych i Prawnych utworzony został urząd Ministra Prac Kongresowych. Do jego zadań miało należeć przygotowanie niezbędnych zagadnień politycznych, prawnych i ekonomicznych w celu wypracowania stanowiska Polski na przyszłą konferencję (kongres) pokojową kończącą II wojnę światową (stąd nazwa). Pierwszym ministrem prac kongresowych 13 lipca 1942 mianowany został Marian Seyda.

### Okres od ponownego zerwania stosunków z ZSRR do końca wojny
13 kwietnia 1943 Niemcy ogłosili informacje o odkryciu w lasach koło Katynia pod Smoleńskiem masowych grobów polskich oficerów. O dokonanie zbrodni oskarżyli stalinowskie NKWD, podając, że wszystkie ofiary zostały zamordowane wiosną 1940. Władze radzieckie zaprzeczyły i w odpowiedzi na to oświadczyły, że polscy jeńcy latem 1941 rzekomo wpadli w ręce niemieckie i przez Niemców mieli wówczas zostać zamordowani. W tej sytuacji rząd gen. Sikorskiego, który od sierpnia 1941 nie mógł uzyskać od Sowietów żadnej informacji o losie zaginionych oficerów, zwrócił się do Międzynarodowego Komitetu Czerwonego Krzyża z prośbą o wyjaśnienie sprawy. Przypadkowo nastąpiło to w dniu, w którym z identycznym apelem wystąpili również Niemcy. Władze sowieckie natychmiast oskarżyły Polaków o kolaborację z hitlerowcami i jednostronnie zerwały stosunki dyplomatyczne z rządem gen. Sikorskiego.
4 lipca 1943 w do dziś nie do końca wyjaśnionych okolicznościach zginął w Gibraltarze, wracając z inspekcji oddziałów polskich na Bliskim Wschodzie gen. Władysław Sikorski. Wydarzenie to okazało się przełomowe dla dalszych losów polskiego rządu na uchodźstwie i jego pozycji w koalicji antyhitlerowskiej. Alianci zachodni (w grudniu 1941, po ataku japońskim na Pearl Harbor, do wojny po stronie aliantów przystąpiły USA) deklarowali wielokrotnie, że przystąpili do wojny w obronie niepodległości Polski i ich celem jest doprowadzenie walki z hitlerowskimi Niemcami do zwycięskiego końca. Zarazem jednak Churchill zwłaszcza od momentu, gdy stało się jasne, że ziemie polskie spod niemieckiej okupacji będzie wyzwalała Armia Czerwona, zaczął coraz częściej głosić, że rząd brytyjski nigdy nie gwarantował Polsce niezmienności jej przedwojennej granicy z ZSRR, będącym najważniejszym obok USA sojusznikiem Wielkiej Brytanii. Kilkanaście polskich dywizji walczących w krajach Europy Zachodniej i na Bliskim Wschodzie nie było w stanie zrównoważyć militarnych atutów ZSRR. Dlatego też przywódcy USA i Wielkiej Brytanii, w imię utrzymania dobrych stosunków z totalitarnym mocarstwem Stalina, postanowili – wbrew literze podpisanej 14 sierpnia 1941 Karty Atlantyckiej – wspólnie z Sowietami, bez udziału, wiedzy i zgody Polaków zdecydować o terytorialnym kształcie powojennego państwa polskiego. Na konferencji w Teheranie (28 listopada – 1 grudnia 1943) przywódcy trzech mocarstw koalicji antyhitlerowskiej – Franklin D. Roosevelt, Winston Churchill i Józef Stalin – uznali, że wschodnia granica Polski winna przebiegać wzdłuż ustalonej po I wojnie światowej linii Curzona. Utrata połowy terytorium państwa miała zostać zrekompensowana obszarami niemieckimi położonymi na zachód i północ od przedwojennej granicy II RP. O wynikach konferencji nie zostały poinformowane polskie władze. Uczyniono to na prośbę Roosevelta, który obawiał się utraty głosów Polonii amerykańskiej w zbliżających się wyborach prezydenckich w USA. W ten sposób w Teheranie praktycznie definitywnie rozstrzygnięto sprawę granic Polski na wschodzie.
Skutkiem katastrofy gibraltarskiej i śmierci gen. Sikorskiego był również kryzys wśród polskich elit politycznych w Londynie. Prezydent Raczkiewicz tymczasowo, do czasu oficjalnego powołania nowego premiera, wyznaczył na to stanowisko wicepremiera w rządzie Sikorskiego – Stanisława Mikołajczyka. Spotkało się to jednak z protestami opozycji sanacyjnej z Augustem Zaleskim i gen. Kazimierzem Sosnkowskim na czele. Ostatecznie konflikt został zażegnany w ten sposób, że premierem został już na stałe Mikołajczyk, popierany nie tylko przez swoje SL, ale także PPS oraz Churchilla. Urząd Naczelnego Wodza został oddzielony od premiera i powierzony został gen. Sosnkowskiemu. Mikołajczyk miał dużą swobodę doboru ministrów i do 15 lipca 1943 zdołał utworzyć nowy gabinet, w skład którego weszli:
- Stanisław Mikołajczyk (SL) – prezes Rady Ministrów,
- Jan Kwapiński (PPS) – wicepremier, minister przemysłu, handlu i żeglugi,
- Jan Stańczyk (PPS) – minister pracy i opieki społecznej,
- Władysław Banaczyk (SL) – minister spraw wewnętrznych,
- Ludwik Grosfeld (PPS) – minister skarbu,
- Stanisław Kot (SL) – minister informacji i dokumentacji,
- Wacław Komarnicki (SP) – minister sprawiedliwości,
- Marian Seyda (SN) – minister prac kongresowych,
- Tadeusz Romer (bezpartyjny) – minister spraw zagranicznych,
- gen. Marian Kukiel (bezpartyjny) – minister obrony narodowej,
- Henryk Strasburger (bezpartyjny) – minister bez teki,
- ks. Zygmunt Kaczyński (SP) – minister wyznań religijnych i oświecenia publicznego,
- Karol Popiel (SP) – minister bez teki,
- Adam Romer (bezpartyjny) – minister bez teki, dyrektor Biura Prezydium RM.

Wobec wkroczenia Armii Czerwonej na ziemie polskie, sprawą priorytetową dla rządu Mikołajczyka było utrzymanie integralności terytorialnej państwa polskiego w granicach ryskich. Prowadzona w okupowanym kraju akcja „Burza” miała polegać na samodzielnym wyzwalaniu ziem polskich, z których wycofywali się Niemcy, przez Armię Krajową zanim zrobi to Armia Czerwona. Efekty operacji nie przyniosły oczekiwanych rezultatów. Sowieci, dzięki ogromnej przewadze liczebnej, dokonywali masowych aresztowań i wywózek w głąb ZSRR wśród członków polskiego ruchu oporu. W tym czasie premier Churchill w lutym 1944 oficjalnie uznał zasadność roszczeń sowieckich do granicy z Polską, a prezydent USA Roosevelt oświadczył wprost, że żadnej wojny z ZSRR o ponowne wcielenie do Polski milionów Ukraińców i Białorusinów prowadzić nie będzie. Legalne władze państwa polskiego działające w konspiracji na okupowanych przez Niemców terenach stanęły przed koniecznością współpracy z Sowietami. Sytuacja Polskiego Państwa Podziemnego była w tym czasie szczególnie trudna – wspierane przez NKWD jednostki Armii Czerwonej zwalczały wszelkie przejawy samodzielności konspiracji, uznając je za działalność antyradziecką i dokonując aresztowań wśród członków Polskiego Państwa Podziemnego celem przygotowania gruntu pod zainstalowanie nowych władz komunistycznych podporządkowanych Moskwie, Stąd też 26 kwietnia 1944 roku prezydent RP na emigracji Władysław Raczkiewicz wydał dekret o tymczasowej organizacji władz na terytorium Rzeczypospolitej, na mocy którego w maju 1944 roku dotychczasowa Delegatura Rządu na Kraj została przekształcona w Krajową Radę Ministrów. Na jej czele stanął dotychczasowy delegat rządu na kraj Jan Stanisław Jankowski w randze wicepremiera Rządu RP, a jego zastępcami w randze ministrów zostali: Stanisław Jasiukowicz, Adam Bień oraz Antoni Pajdak. Radę podzielono na departamenty, będące odpowiednikami przedwojennych urzędów centralnych administracji państwowej. KRM miała za zadanie przygotowanie władz podziemnych do przejęcia kontroli nad wyzwalanym krajem, stanowiąc zalążek przyszłej władzy wykonawczej wyzwolonej spod okupacji Polski. W praktyce nie odgrywała ona większej roli politycznej z uwagi na malejące znaczenie rządu RP na uchodźstwie w koalicji antyhitlerowskiej oraz coraz głębszą infiltrację struktur Polskiego Państwa Podziemnego przez Sowietów. Realna moc sprawcza rządu zaczęła jeszcze drastyczniej maleć wraz z powołaniem przez ZSRR 21 lipca 1944 marionetkowego, komunistycznego parlamentu polskiego zwanego Krajową Radą Narodową, która z kolei powołała jeszcze tego samego dnia konkurencyjny marionetkowy rząd polski, nazwany Polskim Komitetem Wyzwolenia Narodowego (PKWN). 
 Po klęsce akcji „Burza” Brytyjczycy coraz częściej zaczęli naciskać na rząd RP w Londynie, aby ten uznał linię Curzona za wschodnią granicę Polski. Mikołajczyk nie godził się na to. Usiłował rozmawiać bezpośrednio ze Stalinem i dążył do przywrócenia stosunków dyplomatycznych z ZSRR na warunkach jak najkorzystniejszych dla Polski. W tym celu 30 lipca 1944, przy osobistym zaangażowaniu brytyjskiego premiera, wyjechał do Moskwy na negocjacje ze Stalinem i ludowym komisarzem spraw wewnętrznych ZSRR Wiaczesławem Mołotowem. Dowiedział się tam o wybuchu powstania warszawskiego 1 sierpnia 1944. Rozmowy zakończyły się fiaskiem. Stalin odrzucał wszelkie dyskusje na temat granic i żądał jak najszybszego porozumienia się z przedstawicielami PKWN, gdyż nie będzie tolerował dwuwładzy na tyłach frontu. Jednocześnie z kłopotami na arenie międzynarodowej narastał konflikt w łonie samego rządu emigracyjnego, gdzie tworzyła się coraz silniejsza grupa opozycyjna względem polityki premiera. Premier Mikołajczyk, wbrew jednoznacznemu stanowisku prezydenta Raczkiewicza i Rady Ministrów obiecał, że takie rozmowy zostaną podjęte, i 6 oraz 7 sierpnia 1944 spotkał się z Wandą Wasilewską, Bolesławem Bierutem i Edwardem Osóbką-Morawskim. Projekt Mikołajczyka przewidywał powołanie na podstawie postanowień konstytucji kwietniowej z 1935, nowego, koalicyjnego rządu, w skład którego mieli wejść w równej liczbie przedstawiciele pięciu partii: SN, SL, PPS, SP i PPR. Mikołajczyk domagał się również, aby sprawę wschodniej granicy Polski ostatecznie ustalić po zakończeniu wojny w ramach konferencji pokojowej oraz zaproponował ustanowienie tymczasowej linii demarkacyjnej na wschód od Wilna i Lwowa, rozgraniczającej obszary, które po wyparciu Niemców znalazłyby się pod administracją polską oraz tereny oddane pod zarząd radziecki. Ugodowe koncepcje Mikołajczyka i wynik jego rozmów w Moskwie na temat utworzenia w czasie pobytu Armii Czerwonej na terenach polskich koalicyjnego rządu składającego się w równych proporcjach z legalnych władz RP, jak i PKWN, oraz wytyczenia tymczasowej linii demarkacyjnej na wschód od Wilna i Lwowa, krytycznie oceniał socjalista Tomasz Arciszewski, czemu dał wyraz w depeszy z Londynu do Kazimierza Pużaka z 22 sierpnia 1944.
Tymczasem Bierut, w zamian za stanowisko premiera dla Mikołajczyka żądał, aby uznał on za obowiązującą konstytucję marcową z 1921 oraz linię Curzona jako wschodnią granicę państwa polskiego i by aż 4/5 miejsc w jego gabinecie otrzymali przedstawiciele PKWN, a tylko 1/5 członkowie rządu na uchodźstwie. Wobec tak skrajnie rozbieżnych stanowisk w kwestii podziału miejsc w nowym rządzie, granicy wschodniej oraz podstawy prawnej formowania nowych władz, negocjacje nie przyniosły żadnego rezultatu, a komunistyczna Krajowa Rada Narodowa uchwaliła dnia 11 września 1944 r. ustawę o przystąpieniu do budowania aparatu administracyjnego i zarazem wykluczającą z udziału w sprawowaniu władzy wszelkie siły polityczne uznające konstytucję kwietniową, a także ustawę uznającą urząd Prezydenta RP od 20 września 1944 r. za opróżniony, na mocy której marionetkowym konkurencyjnym organem władzy wykonującym tymczasowo jego uprawnienia ustanowiony został Prezydent KRN (marszałek tymczasowego marionetkowego parlamentu).
W październiku 1944 Mikołajczyk udał się ponownie do Moskwy na ostatnią próbę znalezienia porozumienia polsko-radzieckiego, gdzie rozmawiał ze Stalinem, Churchillem, Mołotowem i ambasadorem USA w ZSRR Williamem Averellem Harrimanem. Wtedy też Mołotow przypomniał zebranym o postanowieniach konferencji teherańskiej dotyczących kwestii granic Polski, co zszokowało Mikołajczyka. W tej fatalnej sytuacji polski premier, będąc przekonany, że akceptacja linii Curzona i zrzeczenie się Kresów na rzecz ZSRR jest jedyną szansą zachowania niepodległości Polski, wrócił do Londynu w celu uzyskania zgody rządu i prezydenta na przyjęcie sowieckich warunków. Rząd zdecydowanie odrzucił te żądania i 24 listopada 1944 Mikołajczyk podał się do dymisji. Wraz z nim rząd opuścili przedstawiciele Stronnictwa Ludowego.
Nowy gabinet, oparty na przedstawicielach Stronnictwa Narodowego i Polskiej Partii Socjalistycznej, utworzył Tomasz Arciszewski. 1 grudnia 1944 na pierwszym posiedzeniu rządu podkreślał, że „nowy rząd opiera się o zasadę jedności narodowej, stojąc mocno na gruncie wierności i obowiązku sojuszom i dążenia do przyjaznego ułożenia stosunków ze Związkiem Sowieckim”. W sprawie granic zachodnich stwierdził: „żądamy naszych etnicznych i historycznych terytoriów, które znalazły się pod władzą niemiecką”. Dodał jednak: „Nie chcemy Wrocławia ani Szczecina”, co wywołało powszechne oburzenie w kraju. W skład ostatniego wojennego rządu emigracyjnego weszli ostatecznie następujący ministrowie:
- Tomasz Arciszewski (PPS) – premier oraz kierownik ministerstwa pracy i opieki społecznej,
- Jan Kwapiński (PPS) – wicepremier oraz kierownik ministerstwa skarbu, przemysłu i handlu,
- Zygmunt Berezowski (SN) – minister spraw wewnętrznych,
- Adam Pragier (PPS) – minister informacji i dokumentacji,
- Bronisław Kuśnierz (SP) – minister sprawiedliwości,
- Władysław Folkierski (SN) – minister prac kongresowych oraz kierownik ministerstwa wyznań religijnych i oświecenia publicznego,
- Adam Tarnowski (bezpartyjny) – minister spraw zagranicznych,
- gen. Marian Kukiel (bezpartyjny) – kierownik ministerstwa obrony narodowej,
- Stanisław Sopicki (SP) – minister odbudowy administracji publicznej.

Alianci zachodni przyjęli to do wiadomości, przestali jednak liczyć się z rządem polskim. Jednocześnie komuniści wspierani przez Związek Radziecki kontynuowali w kraju politykę faktów dokonanych, czego kolejnym przejawem stało się przekształcenie na przełomie roku PKWN w Rząd Tymczasowy Rzeczypospolitej Polskiej. Wielka Brytania odniosła się do rządu Arciszewskiego nieufnie, co widać w liście Winstona Churchilla z 3 stycznia 1945 r. do Józefa Stalina, w którym deklarował chłodny stosunek do nowego rządu polskiego i przekonanie, że nie zdoła długo się utrzymać, z czego nawet sam Arciszewski zdawał sobie doskonale sprawę, podkreślając negatywne opinie prasy angielskiej. Jednocześnie stwierdził on, że miarą polityki polskiej jest interes Polski, wobec czego nakazywał przeczekanie tego kryzysu do momentu, aż „świat pogodzi się niejako z faktem, że istnieje kres ustępliwości i że rząd potrafi się oprzeć żądaniom godzącym w niepodległość Polski”. W związku z rozmowami prowadzonymi pomiędzy USA, Wielką Brytanią i ZSRR wraz z ministrem spraw wewnętrznych Zygmuntem Berezowskim złożył rządom USA i Wielkiej Brytanii memorandum, w którym podkreślał, że sprawy polskie powinny być rozpatrzone dopiero po zakończeniu działań wojennych, natomiast sfinalizowanie sporu polsko-sowieckiego o wschodnie ziemie Rzeczypospolitej jest możliwe tylko według metod ustalonych prawem międzynarodowym. Podkreślał też, aby w razie uchylania się rządu sowieckiego od porozumienia, została utworzona wojskowa komisja międzysojusznicza, pod której kontrolą administracja polska mogłaby pełnić swoje czynności oraz że oczekuje, iż rządy amerykański i brytyjski nie wezmą udziału w żadnych decyzjach, powziętych bez udziału i zgody rządu polskiego. Memorandum to Wielka Brytania natychmiast odrzuciła. 13 lutego 1945 po poinformowaniu go przez ambasadora Edwarda Raczyńskiego o postanowieniach konferencji jałtańskiej, w imieniu rządu wydał Oświadczenie, w którym stwierdził, że „decyzje Konferencji Trzech zostały przygotowane i powzięte nie tylko bez udziału i upoważnienia rządu polskiego, ale i bez jego wiedzy”. Oprócz tego oświadczył, że rząd polski nie przyjmuje tych postanowień, że narzucenie tzw. Linii Curzona jako granicy polsko-sowieckiej jest dla narodu polskiego nowym rozbiorem Polski dokonanym przez sojuszników Polski oraz że zamiar utworzenia tymczasowego rządu polskiego jedności narodowej za pomocą narzuconego Komitetu Lubelskiego jest próbą legalizacji mieszania się Sowietów w wewnętrzne sprawy Polski.
28 marca 1945 w Pruszkowie doszło do aresztowania przez NKWD członków Krajowej Rady Ministrów, których następnego dnia przewieziono do Moskwy. Interwencja podjęta w tej sprawie przez Arciszewskiego u premiera Wielkiej Brytanii i przewodniczącego Konferencji Narodów Zjednoczonych w San Francisco okazała się bezskuteczna, toteż wobec zagrożenia ze strony Sowietów i braku realnych możliwości wpływu na sytuację w Polsce, pozostający na wolności członkowie KRM podjęli w kwietniu 1945 r. decyzję o jej nieodtwarzaniu, kończąc w ten sposób ostatecznie jej działalność. W wyniku pokazowego procesu szesnastu aresztowanych opartego na sfałszowanych dowodach, zostali oni w czerwcu tegoż roku skazani w Moskwie na kary więzienia. 
21 czerwca 1945 podpisano w Moskwie porozumienie, które zakładało rozszerzenie składu Krajowej Rady Narodowej o Wincentego Witosa i Stanisława Grabskiego w roli wiceprzewodniczących tego quasi-parlamentu, zaś w skład planowanego rządu wejść mieli Stanisław Mikołajczyk, Jan Stańczyk i Mieczysław Thugutt. Rząd Tomasza Arciszewskiego ustalenia te odrzucił, oświadczając w nocie przekazanej zwycięskim mocarstwom 25 czerwca 1945 r., że swoje uprawnienia konstytucyjne przekazać mógłby tylko rządowi wyłonionemu w wolnych wyborach w kraju. Pomimo to, 28 czerwca 1945 r. dokonano w Warszawie rekonstrukcji komunistycznego Rządu Tymczasowego Rzeczypospolitej Polskiej poprzez dokooptowanie m.in. Stanisława Mikołajczyka, w wyniku czego powstał Tymczasowy Rząd Jedności Narodowej składający się z przedstawicieli PPR, PPS („lubelskiej”), SL („lubelskiego”) i SD, na co Arciszewski odpowiedział w imieniu rządu na uchodźstwie jeszcze tego samego dnia komunikatem, w którym oświadczył, że „samozwańczy twór polityczny złożony z komunistów i agentów obcych ma stać się rządem Polski. (...) Los Polaków nie będzie jednakowy. Jedni borykać się będą w kraju z okrutną rzeczywistością państwa policyjnego, inni zostaną w wolnym świecie, by stać się ustami niemych. Droga nasza jest trudna, lecz u jej kresu spełni się Polska naszych żarliwych pragnień: wolna i niepodległa”.
 Stanowisko to nie miało już jednak żadnego znaczenia dla dotychczasowych sojuszników zachodnich Rzeczypospolitej, jako że już 29 czerwca (Francja) i 5 lipca 1945 r. (Wielka Brytania i Stany Zjednoczone) wycofali oni uznanie dyplomatyczne Rządu RP na uchodźstwie, a zarazem uznali powołanie Tymczasowego Rządu Jedności Narodowej za równoznaczne z wykonaniem postanowień konferencji jałtańskiej w kwestii powołania rządu polskiego uznawanego przez wszystkie państwa tzw. Wielkiej Trójki (Wielką Brytanię, USA i ZSRR). Oznaczało to również dla mocarstw eliminację ryzyka protestów podczas nadchodzącej konferencji poczdamskiej przeciwko planowanym rozstrzygnięciom mającym przypieczętować nowy kształt terytorialny Polski, jako że miała ona być tam reprezentowana przez TRJN, który miał zgodnie z koncepcją Stalina zaakceptować decyzję jałtańską o wytyczeniu polskiej granicy wschodniej na linii Curzona, ale za to żądać stanowczo przyznania Polsce maksymalnych nabytków terytorialnych kosztem Niemiec, podczas gdy rząd na uchodźstwie zgłaszał roszczenia terytorialne wobec Niemiec nieco powściągliwiej, za to stanowczo odrzucał postanowienia konferencji jałtańskiej, a swoje wysiłki ukierunkowywał głównie na rzecz przynajmniej częściowego zachowania Kresów Wschodnich II Rzeczypospolitej.

### Czasy powojenne (1945–1990)

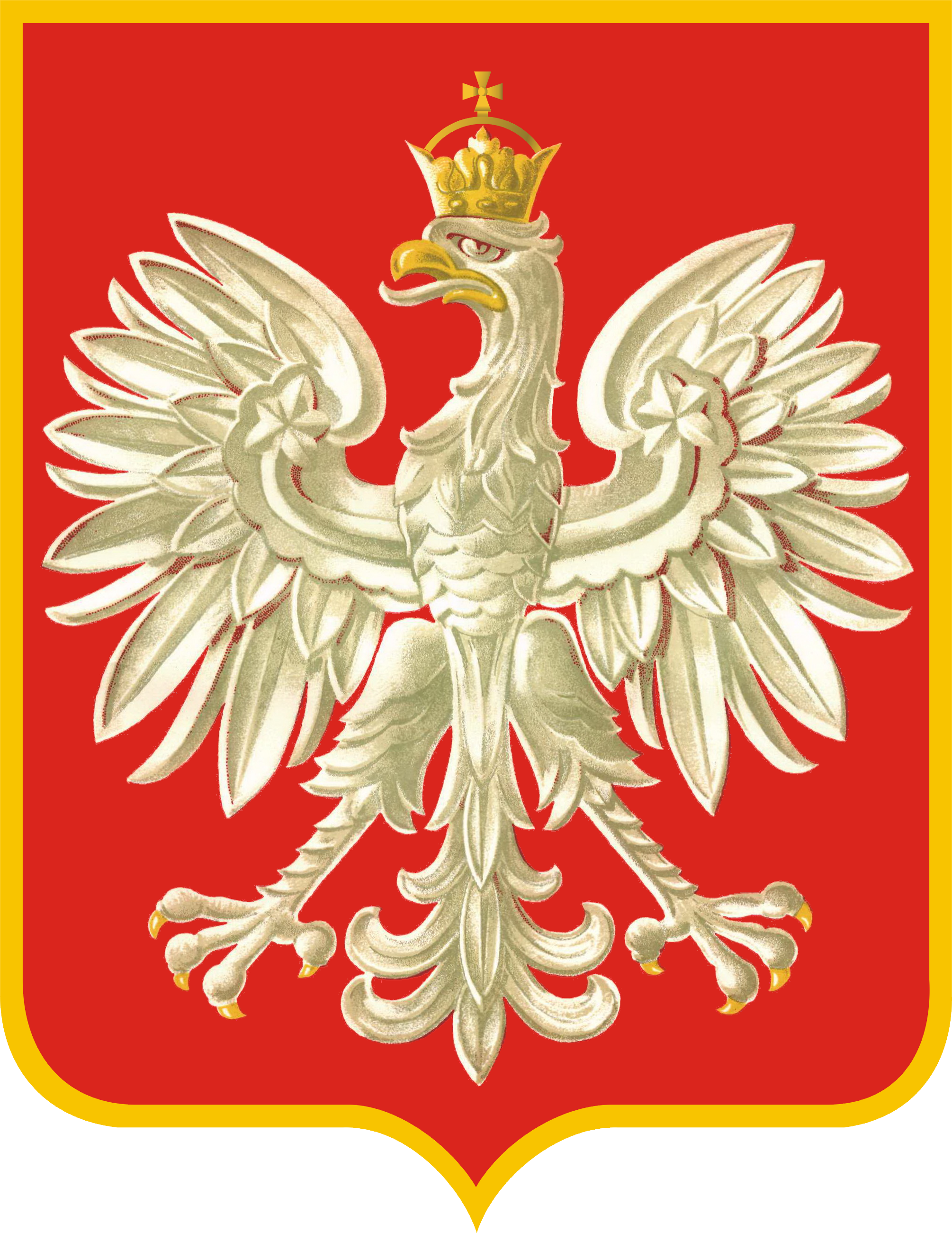
Godło Rzeczypospolitej Polskiej używane przez Rząd RP na uchodźstwie w latach 1956–1990

Ostatnie jednostki Polskich Sił Zbrojnych na Zachodzie zostały rozwiązane w 1947 po sfałszowanych przez PPR wyborach parlamentarnych w Polsce (styczeń 1947) – oprotestowanych, lecz uznanych przez mocarstwa zachodnie, niemniej przez pewien czas oficjalne kontakty dyplomatyczne z rządem Rzeczypospolitej w Londynie utrzymywały jeszcze następujące państwa: 19 republik południowo- i środkowoamerykańskich (m.in. Kuba), Watykan, Irlandia, Australia, Związek Południowej Afryki, Hiszpania, Egipt, Liban oraz Syria. 6 czerwca 1947 zmarł prezydent Władysław Raczkiewicz, który wbrew wcześniejszym ustaleniom mianował swoim następcą nie dotychczasowego premiera Tomasza Arciszewskiego, lecz Augusta Zaleskiego. PPS przeciwstawiła się objęciu przez niego urzędu, co pociągnęło za sobą dymisję rządu Arciszewskiego. 2 lipca 1947 Zaleski powołał na urząd premiera gen. Tadeusza Bora-Komorowskiego, a 7 kwietnia 1949 powierzył go Tadeuszowi Tomaszewskiemu. Działalność wszystkich wymienionych rządów emigracyjnych była całkowicie pozorna, co wiązało się nie tylko z brakiem możliwości jakiegokolwiek oddziaływania, lecz także z całkowitym brakiem funduszy umożliwiających utrzymywanie łączności z krajem. 

#### Okres rozłamu
Wobec postępującego kryzysu politycznego w „polskim Londynie”, beznadziejnej sytuacji politycznej w kraju oraz postępującej tam likwidacji antykomunistycznego podziemia zbrojnego, część środowisk politycznych na uchodźstwie zdecydowała się podjąć na przełomie lat 40. i 50. współpracę wywiadowczą z Amerykanami. Z końcem 1949 roku trzy partie opozycyjne wobec prezydentury Augusta Zaleskiego: Polska Partia Socjalistyczna, Stronnictwo Narodowe oraz Polski Ruch Wolnościowy Niepodległość i Demokracja powołały wspólną, konkurencyjną wobec Rady Narodowej RP reprezentację pod nazwą Rady Politycznej. Wkrótce do tego grona dołączyło również Polskie Stronnictwo Ludowe „Odłam Jedności Narodowej”. Przewodniczącym Rady został Tomasz Arciszewski, a jednym z jej wiceprzewodniczących Stefan Korboński, który w 1950 uruchomił jej przedstawicielstwo w Stanach Zjednoczonych. We wrześniu tego samego roku Rada nawiązała współpracę z CIA. W zamian za dostarczanie informacji na temat różnych aspektów życia w Polsce Ludowej, Rada Polityczna otrzymała pomoc finansową (łącznie ok. 1 mln USD) na działalność w kraju. Zarazem po nagłej śmierci Tomaszewskiego kolejnym premierem został 25 września 1950 gen. Roman Odzierzyński. 
W grudniu 1952 wywiad PRL ujawnił, że kontrolował większość działań emigrantów, przechwytywał tajne informacje CIA i przekazywał fałszywe dane, mogące skompromitować rząd londyński oraz uderzyć w wywiad USA, czego skutkiem stał się skandal znany jako afera Bergu, który skompromitował Radę Polityczną. Skonfliktowany z Radą prezydent August Zaleski zarzucił jej członkom zdradę stanu i działalność agenturalną na potrzeby obcego wywiadu, a 18 stycznia 1954 urząd premiera przejął Jerzy Hryniewski. Sytuację próbował ratować gen. Kazimierz Sosnkowski, podejmując się mediacji pomiędzy obozem prezydenckim a opozycją. Jego działalność zaowocowała podpisaniem przez przedstawicieli największych partii na uchodźstwie ugody, nazwanej Aktem zjednoczenia narodowego, jednak nie weszła ona w życie ze względu na odrzucenie jej przez samego Zaleskiego, który 7 czerwca 1954 powołał następny rząd, mianując premierem Stanisława Mackiewicza, a ten oskarżył Radę Polityczną o „handel śmiercią”. 
Wobec faktu, że prezydent August Zaleski po zakończeniu ustalonej konstytucyjnie siedmioletniej kadencji odmówił ustąpienia ze stanowiska i przekazania urzędu wyznaczonemu przez siebie następcy, w 1954 roku doszło do rozłamu w rządzie londyńskim. Większość polskiej emigracji politycznej zaprzestała wspierania Augusta Zaleskiego i poparła nowo powstałą kolegialną głowę państwa – Radę Trzech, oraz powołany przez nią rząd – Egzekutywę Zjednoczenia Narodowego. Z prawnego punktu widzenia rozłam ten oznaczał, że nie ma od tego momentu na emigracji żadnych polskich władz, które funkcjonują zgodnie z przepisami którejkolwiek z przedwojennych polskich konstytucji, czy to marcowej, czy kwietniowej. Pomimo braku poparcia środowisk emigracyjnych, prezydent Zaleski powoływał kolejne rządy. Po rocznym sprawowaniu urzędu premiera przez Stanisława Mackiewicza, jego miejsce zajął Hugon Hanke, który – jak się okazało – od roku 1952 był tajnym współpracownikiem wywiadu PRL. Dokładnie miesiąc po zaprzysiężeniu, 8 września 1955, uciekł on potajemnie do Polski. Jego emigracyjni przyjaciele z grupy „Zamku” (jak potocznie określano obóz prezydencki) próbowali tłumaczyć, że Hanke został porwany przez komunistyczną bezpiekę. Szybko jednak wyszło na jaw, że działał on z własnej, nieprzymuszonej woli. 10 września rozpoczął zakrojoną na szeroką skalę akcję propagandową wymierzoną przeciwko emigracji – informacje w radiu i w prasie, konferencje prasowe, publiczne wystąpienia. Hanke krytykował londyńskich polityków, przekonywał o utracie sensu dalszego istnienia emigracyjnego rządu i wzywał jego członków do powrotu do kraju. Twierdził, że oto swoim zachowaniem daje przykład tym wszystkim, którzy jeszcze się wahają przed podjęciem ostatecznej decyzji. Wkrótce potem, 14 września 1956, do Polski wyjechał również Stanisław Mackiewicz, który od ponad roku także współpracował z wywiadem PRL. W ten sposób doszczętnie skompromitowany w oczach londyńskiej emigracji został również obóz prezydencki, ale pomimo to działał dalej. 
Podzielona odtąd na dwa zwalczające się wzajemnie obozy emigracja nie wykazywała większej aktywności politycznej i traciła wpływy. Nie bez znaczenia była również zmiana pokoleniowa – szerzej znani w kraju emigracyjni działacze polityczni i wojskowi, tacy jak Stanisław Mikołajczyk (zm. 1966), Tadeusz Bór-Komorowski (zm. 1966), Kazimierz Sosnkowski (zm. 1969) czy Władysław Anders (zm. 1970) stopniowo wymierali. W okresie tym stosunki dyplomatyczne z rządem podtrzymywały już tylko: Irlandia (do 1957), Hiszpania (do 1968) i Watykan.  Po dymisji Hugona Hankego urząd premiera objął Antoni Pająk, który piastował go przez prawie 10 lat – aż do 14 czerwca 1965 i tym samym stał się on najdłużej urzędującym premierem RP na uchodźstwie. Kolejno po nim na czele rządu stanęli: Aleksander Zawisza, dotychczasowy minister spraw zagranicznych, po jego dymisji zaś, 16 lipca 1970 roku, Zygmunt Muchniewski.
Od momentu przekroczenia konstytucyjnego terminu urzędowania przez Zaleskiego podejmowano starania mające na celu połączenie obu poróżnionych ośrodków. Problem rozwiązał się jednak dopiero wraz ze śmiercią Zaleskiego, która nastąpiła 7 kwietnia 1972. Urząd po nim objął Stanisław Ostrowski, a Rada Trzech uznała, że dekret Zaleskiego wyznaczający go na następcę prezydenta ma moc obowiązującą, w związku z czym przekazała mu swoje domniemane uprawnienia, udzieliła dymisji Egzekutywie Zjednoczenia Narodowego i 9 kwietnia 1972 samorozwiązała się. Pięć dni później podał się do dymisji gabinet Zygmunta Muchniewskiego, a Ostrowski powołał na urząd premiera byłego członka Rady Trzech – Alfreda Urbańskiego. Rząd, który stworzył, nazwano Rządem Pojednania Narodowego. Jego celem miało być zjednoczenie całej emigracji niepodległościowej oraz dążenie do zlikwidowania dyktatury komunistycznej. Zakończenie sporu podbudowało autorytet władz na uchodźstwie wśród polskiej emigracji politycznej, ale było zdecydowanie spóźnione – jeżeli istniały szanse odegrania jakiejkolwiek roli na arenie międzynarodowej przez rząd londyński, to zostały one definitywnie zaprzepaszczone rozbiciem politycznym i powstaniem na emigracji dwóch alternatywnych rządów, czego przypieczętowaniem stało się 19 października 1972 r. wycofanie międzynarodowego uznania przez ostatnie państwo (Watykan), oznaczające definitywny koniec resztek podmiotowości międzynarodowoprawnej rządu.

#### Okres symbolicznego trwania
W 1976 r. kolejnym premierem został ostatni przewodniczący Egzekutywy Zjednoczenia Narodowego – Kazimierz Sabbat, którego głównym celem, według określenia jednego ze współpracowników, było już tylko „zachowanie ciągłości niezależnej myśli politycznej i dalszy jej rozwój”, a także „informowanie obcych, a w pierwszym rzędzie opinii publicznej krajów swego zamieszkania o sprawach polskich”. Po zakończeniu prezydenckiej kadencji Stanisława Ostrowskiego w 1979 r., wyznaczył on na swego następcę Edwarda Raczyńskiego, wieloletniego ambasadora RP w Wielkiej Brytanii, natomiast premier Sabbat urząd swój sprawował do października 1982 roku, gdy ze względu na chorobę Raczyński wyznaczył jako p.o. premiera Mieczysława Sasa-Skowrońskiego. Ten w proteście przeciwko ingerencji prezydenta w sprawy niewchodzące w jego kompetencje, ustąpił już po miesiącu. Na jego miejsce wyznaczono Edwarda Szczepanika, który pełnił obowiązki premiera do grudnia, tj. do powrotu Sabbata, który ponownie urzędował jako premier do 8 kwietnia 1986 roku, kiedy to po upływie kadencji Raczyńskiego został przez niego desygnowany na urząd prezydenta, zaś kolejnym (i jak się później okazało – ostatnim) premierem rządu emigracyjnego stał się ponownie Edward Szczepanik, który w okresie od objęcia urzędu prezydenta przez Sabbata do zakończenia działalności władz RP na uchodźstwie sformował trzy gabinety. Jego rządy miały zawsze charakter koalicyjny, a grupa wspomagająca rząd w charakterze rzeczoznawców liczyła wraz z delegatami w 19 krajach około 100 osób. Byli to, jak to określił sam Szczepanik, sami „młodzi emeryci powyżej 65. roku życia”. Za główne osiągnięcia swych rządów Szczepanik uważał zorganizowanie licznych zjazdów działaczy polonijnych, a także różnego rodzaju memoranda, apele i rezolucje. Pomimo braku oficjalnego uznania dyplomatycznego, polski rząd na uchodźstwie pozostawał w nieformalnym kontakcie z szefami innych rządów, szczególnie Wielkiej Brytanii jako państwa goszczącego władze polskie w Londynie. Po wizycie Margaret Thatcher w Polsce w 1988 roku, brytyjska premier osobiście pojechała spotkać się z przedstawicielami rządu londyńskiego, aby opowiedzieć im o swoich spotkaniach i rozmowach podczas wizyty w Warszawie.

#### Epilog
W trakcie zmiany ustroju komunistycznego zapoczątkowanej przez obrady Okrągłego Stołu w 1989 roku, rząd RP pozostał wierny doktrynie, którą w 1945 roku wyraził prezydent Raczkiewicz: „Prawo Rzeczypospolitej włożyło na mnie obowiązek przekazania po zawarciu pokoju urzędu Prezydenta Rzeczypospolitej w ręce następcy powołanego przez Naród w wolnych od wszelkiego przymusu i wszelkiej groźby, demokratycznych wyborach. Uczynię to niezwłocznie, gdy Naród będzie w stanie wyboru takiego dokonać”, toteż wybór generała Wojciecha Jaruzelskiego na prezydenta PRL przez pochodzące z częściowo tylko wolnych wyborów Zgromadzenie Narodowe nie został uznany przez emigrantów za legalny, nawet pomimo zbiegu jego daty z datą śmierci prezydenta Kazimierza Sabbata, w konsekwencji czego jeszcze tego samego dnia następcą tego ostatniego został Ryszard Kaczorowski – ostatni prezydent RP na uchodźstwie, który stanowczo wykluczył uznanie jakichkolwiek wyborów, które nie byłyby w pełni demokratyczne i wolne, zaś wynik głosowania w Zgromadzeniu Narodowym skomentował następująco: „Byliśmy zdziwieni, że wybrano generała Jaruzelskiego, którego poprzednie działania nie bardzo predestynowały go do tego, aby został Prezydentem Rzeczypospolitej”. 
Dopiero po wyborach prezydenckich w Polsce w listopadzie i grudniu 1990 roku, wygranych przez Lecha Wałęsę, prezydent Kaczorowski wraz z rządem premiera Edwarda Szczepanika zdecydowali o przekazaniu insygniów władzy do kraju. W dniu 20 grudnia 1990 roku prezydent Kaczorowski rozwiązał rząd oraz utworzył Komisję Likwidacyjną Rządu RP na Uchodźstwie z premierem Szczepanikiem jako przewodniczącym. 22 grudnia 1990 do Londynu przysłany został specjalny samolot rządowy Tupolew 154 w celu przywiezienia prezydenta z pierwszą damą oraz najważniejszych przedstawicieli emigracji niepodległościowej na uroczystą ceremonię na Zamku Królewskim, podczas której ostatni prezydent RP na uchodźstwie Ryszard Kaczorowski przekazał Lechowi Wałęsie insygnia prezydenckie II Rzeczypospolitej, wśród nich insygnia Orderu Orła Białego i Orderu Odrodzenia Polski. Tym samym Rząd RP na uchodźstwie zakończył działalność. Likwidacja istniejących nadal na emigracji agend rządowych trwała jednak jeszcze przez kilkanaście kolejnych miesięcy (m.in. dotychczasowa rezydencja prezydenta znajdująca się w londyńskiej dzielnicy Chelsea, 43 Eaton Place, stała się wówczas prywatną rezydencją), a prowadząca ten proces Komisja Likwidacyjna zakończyła go ostatecznie do dnia 31 grudnia 1991,

### Pogrzeb prezydentów RP na uchodźstwie w 2022 roku
12 listopada 2022 do Polski zostały sprowadzone szczątki trzech prezydentów RP na uchodźstwie: Władysława Raczkiewicza, Augusta Zaleskiego i Stanisława Ostrowskiego, a tego samego dnia w Świątyni Opatrzności Bożej w Warszawie odbyły się ich uroczystości pogrzebowe z udziałem m.in. urzędującego wtedy prezydenta RP Andrzeja Dudy i ówczesnego premiera RP Mateusza Morawieckiego oraz pochówek w nowo powstałym Mauzoleum Prezydentów RP na Uchodźstwie. Wcześniej w Mauzoleum Prezydentów RP na Uchodźstwie oprócz nich został również pochowany od 19 kwietnia 2010 tragicznie zmarły w katastrofie polskiego Tu-154 w Smoleńsku ostatni prezydent RP na uchodźstwie Ryszard Kaczorowski.

## Premierzy Rządu Rzeczypospolitej Polskiej na uchodźstwie (1939–1990)
| Lp.  | Zdjęcie                         | Imię i nazwisko | Objął urząd       | Złożył urząd                                     | Złożył urząd                                     | Rząd                               |
| ---- | ------------------------------- | --- | ----------------- | ------------------------------------------------ | ------------------------------------------------ | ---------------------------------- |
| 1.   |                                 | Władysław Sikorski | 30 września 1939  | 18 lipca 1940                                    | 18 lipca 1940                                    | Drugi rząd Władysława Sikorskiego  |
| 2.   |                                 | August Zaleski Nie utworzył rządu | 18 lipca 1940     | 20 lipca 1940                                    | 20 lipca 1940                                    | –                                  |
| (1.) |                                 | Władysław Sikorski Ponownie | 20 lipca 1940     | 4 lipca 1943 Zginął podczas katastrofy lotniczej | 4 lipca 1943 Zginął podczas katastrofy lotniczej | Trzeci rząd Władysława Sikorskiego |
| 3.   |                                 | Stanisław Mikołajczyk | 14 lipca 1943     | 24 listopada 1944                                | 24 listopada 1944                                | Rząd Stanisława Mikołajczyka       |
| 4.   |                                 | Tomasz Arciszewski | 29 listopada 1944 | 5 lipca 1945                                     | 2 lipca 1947                                     | Rząd Tomasza Arciszewskiego        |
| 5.   |                                 | Tadeusz Bór-Komorowski | 2 lipca 1947      | 10 lutego 1949                                   | 10 lutego 1949                                   | Rząd Tadeusza Komorowskiego        |
| 6.   |                                 | Tadeusz Tomaszewski | 7 kwietnia 1949   | 10 sierpnia 1950.                                | 10 sierpnia 1950.                                | Rząd Tadeusza Tomaszewskiego       |
| 7.   |                                 | Roman Odzierzyński | 25 września 1950  | 8 grudnia 1953                                   | 8 grudnia 1953                                   | Rząd Romana Odzierzyńskiego        |
| 8.   |                                 | Jerzy Hryniewski (właśc. Mikołaj Dolanowski) | 18 stycznia 1954  | 13 maja 1954                                     | 13 maja 1954                                     | Rząd Jerzego Hryniewskiego         |
| 9.   |                                 | Stanisław Cat-Mackiewicz | 7 czerwca 1954    | 22 czerwca 1955                                  | 22 czerwca 1955                                  | Rząd Stanisława Mackiewicza        |
| –    |                                 | Egzekutywa Zjednoczenia Narodowego – organ władzy wykonawczej powołany przez Radę Trzech po odmowie przez Augusta Zaleskiego ustąpienia z urzędu Prezydenta RP na uchodźstwie po zakończeniu kadencji. Działając w sprzeczności z zapisami konstytucyjnymi ogłosiła się ona za rząd państwa polskiego. Uznawana za legalną przez większą część emigracji polskiej. Przewodniczącymi Egzekutywy byli: - Roman Odzierzyński (1954–1956) - Adam Ciołkosz (1956–1959, 1963−1967) - Witold Czerwiński (1959−1963) - Kazimierz Sabbat (1967–1972) | 27 sierpnia 1954  | 9 kwietnia 1972                                  | 9 kwietnia 1972                                  |                                    |
| 10.  |                                 | Hugon Hanke | 8 sierpnia 1955   | 10 września 1955                                 | 10 września 1955                                 | Rząd Hugona Hankego                |
| 11.  |                                 | Antoni Pająk | 10 września 1955  | 14 czerwca 1965                                  | 14 czerwca 1965                                  | Pierwszy rząd Antoniego Pająka     |
| 11.  | Drugi rząd Antoniego Pająka     | Antoni Pająk | 10 września 1955  | 14 czerwca 1965                                  | 14 czerwca 1965                                  |                                    |
| 11.  | Trzeci rząd Antoniego Pająka    | Antoni Pająk | 10 września 1955  | 14 czerwca 1965                                  | 14 czerwca 1965                                  |                                    |
| 12.  |                                 | Aleksander Zawisza | 24 czerwca 1965   | 11 czerwca 1970                                  | 11 czerwca 1970                                  | Rząd Aleksandra Zawiszy            |
| 13.  |                                 | Zygmunt Muchniewski | 16 lipca 1970     | 14 lipca 1972                                    | 14 lipca 1972                                    | Rząd Zygmunta Muchniewskiego       |
| 14.  |                                 | Alfred Urbański | 14 lipca 1972     | 3 lipca 1976                                     | 3 lipca 1976                                     | Pierwszy rząd Alfreda Urbańskiego  |
| 14.  | Drugi rząd Alfreda Urbańskiego  | Alfred Urbański | 14 lipca 1972     | 3 lipca 1976                                     | 3 lipca 1976                                     |                                    |
| 15.  |                                 | Kazimierz Sabbat | 5 sierpnia 1976   | 8 kwietnia 1986                                  | 8 kwietnia 1986                                  | Pierwszy rząd Kazimierza Sabbata   |
| 15.  | Drugi rząd Kazimierza Sabbata   | Kazimierz Sabbat | 5 sierpnia 1976   | 8 kwietnia 1986                                  | 8 kwietnia 1986                                  |                                    |
| 15.  | Trzeci rząd Kazimierza Sabbata  | Kazimierz Sabbat | 5 sierpnia 1976   | 8 kwietnia 1986                                  | 8 kwietnia 1986                                  |                                    |
| 15.  | Czwarty rząd Kazimierza Sabbata | Kazimierz Sabbat | 5 sierpnia 1976   | 8 kwietnia 1986                                  | 8 kwietnia 1986                                  |                                    |
| 16.  |                                 | Edward Szczepanik | 8 kwietnia 1986   | 22 grudnia 1990                                  | 22 grudnia 1990                                  | Pierwszy rząd Edwarda Szczepanika  |
| 16.  | Drugi rząd Edwarda Szczepanika  | Edward Szczepanik | 8 kwietnia 1986   | 22 grudnia 1990                                  | 22 grudnia 1990                                  |                                    |

## Prezydenci Rzeczypospolitej Polskiej na uchodźstwie (1939–1990)
| Lp. | Zdjęcie | Imię i nazwisko | Objął urząd      | Złożył urząd    | Złożył urząd    |
| --- | ------- | --- | ---------------- | --------------- | --------------- |
| 1.  |         | Władysław Raczkiewicz | 30 września 1939 | 5 lipca 1945    | 6 czerwca 1947  |
| 2.  |         | August Zaleski – sprawował swój urząd, nie licząc się z upływem kadencji, której koniec, zgodnie z art. 20 ust. 1 w zw. z art. 24 ust. 1 Konstytucji kwietniowej, przypadał na dzień 9 czerwca 1954 roku. | 9 czerwca 1947   | 7 kwietnia 1972 | 7 kwietnia 1972 |
| –   |         | Rada Trzech – organ powstały po odmowie przez Zaleskiego ustąpienia z urzędu Prezydenta RP na uchodźstwie po zakończeniu kadencji. Działając w sprzeczności z zapisami konstytucyjnymi ogłosiła się ona za kolegialną głowę państwa polskiego. Uznawana za legalną przez większą część emigracji polskiej. W skład Rady wchodzili: - Edward Raczyński (1954−1972), - Władysław Anders (1954−1970), - Stanisław Kopański (1970–1972) - Tomasz Arciszewski (1954−1955), - Tadeusz Bór-Komorowski (1956−1966), - Roman Odzierzyński (1966−1968), - Stanisław Mglej (1968−1969), - Alfred Urbański (1969−1972). | 8 sierpnia 1954  | 9 kwietnia 1972 | 9 kwietnia 1972 |
| 3.  |         | Stanisław Ostrowski | 9 kwietnia 1972  | 8 kwietnia 1979 | 8 kwietnia 1979 |
| 4.  |         | Edward Raczyński | 8 kwietnia 1979  | 8 kwietnia 1986 | 8 kwietnia 1986 |
| 5.  |         | Kazimierz Sabbat | 8 kwietnia 1986  | 19 lipca 1989   | 19 lipca 1989   |
| 6.  |         | Ryszard Kaczorowski – po zaprzysiężeniu Lecha Wałęsy przekazał mu insygnia prezydenckie, a rząd emigracyjny utworzył komisję likwidacyjną, która do 31 grudnia 1991 zakończyła działalność wszelkich emigracyjnych struktur władzy. | 19 lipca 1989    | 22 grudnia 1990 | 22 grudnia 1990 |

## Siedziby[137]
- Sztabu Naczelnego Wodza RP, w Hotelu Rubens przy Buckingham Palace Road 39, nieopodal Pałacu Buckingham, nazywany „Hotelem Rubens”, obecnie pełni funkcję hotelową
- Prezydenta RP, nazywany „Zamkiem”, w Bryanston Court przy Great Cumberland Place 56, obecnie pełniącego funkcję hotelu, następnie przy Eaton Place 43
- Prezydium Rady Ministrów RP, przy Beaumont 22, od 1942 w Pałacu Rothschildów przy Kensington Palace Garden 18–19, obecnie rezydencja Lakszmi Mittala
- Rządu RP, początkowo w budynku b. ambasady RP przy Portland Place 47, następnie po zbombardowaniu obiektu, w Stratton House (m.in. z ministerstwami – spraw wewnętrznych, informacji) przy Stratton Street 5, niektóre komórki mieściły się też w budynkach Polskiej Misji Katolickiej przy Devonia Road 4
- Ministerstwa Spraw Zagranicznych RP przy Queen Gate 70

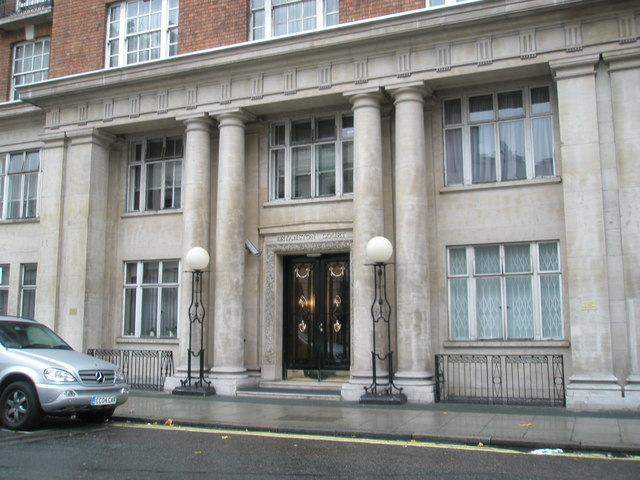
Bryanston Court w Londynie
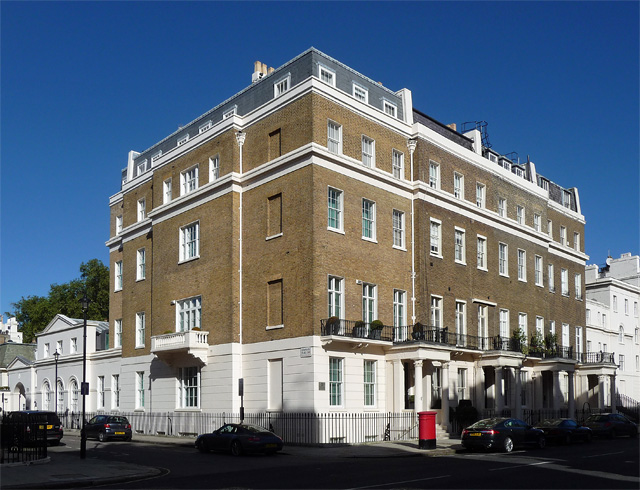
Budynek przy Eaton Place 43 w Londynie
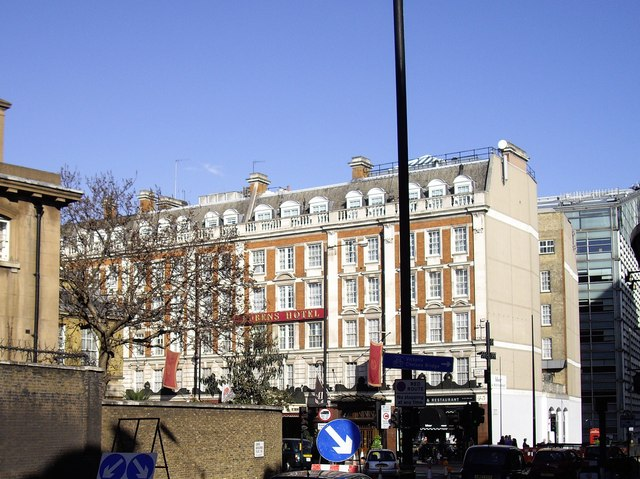
Hotel Rubens w Londynie
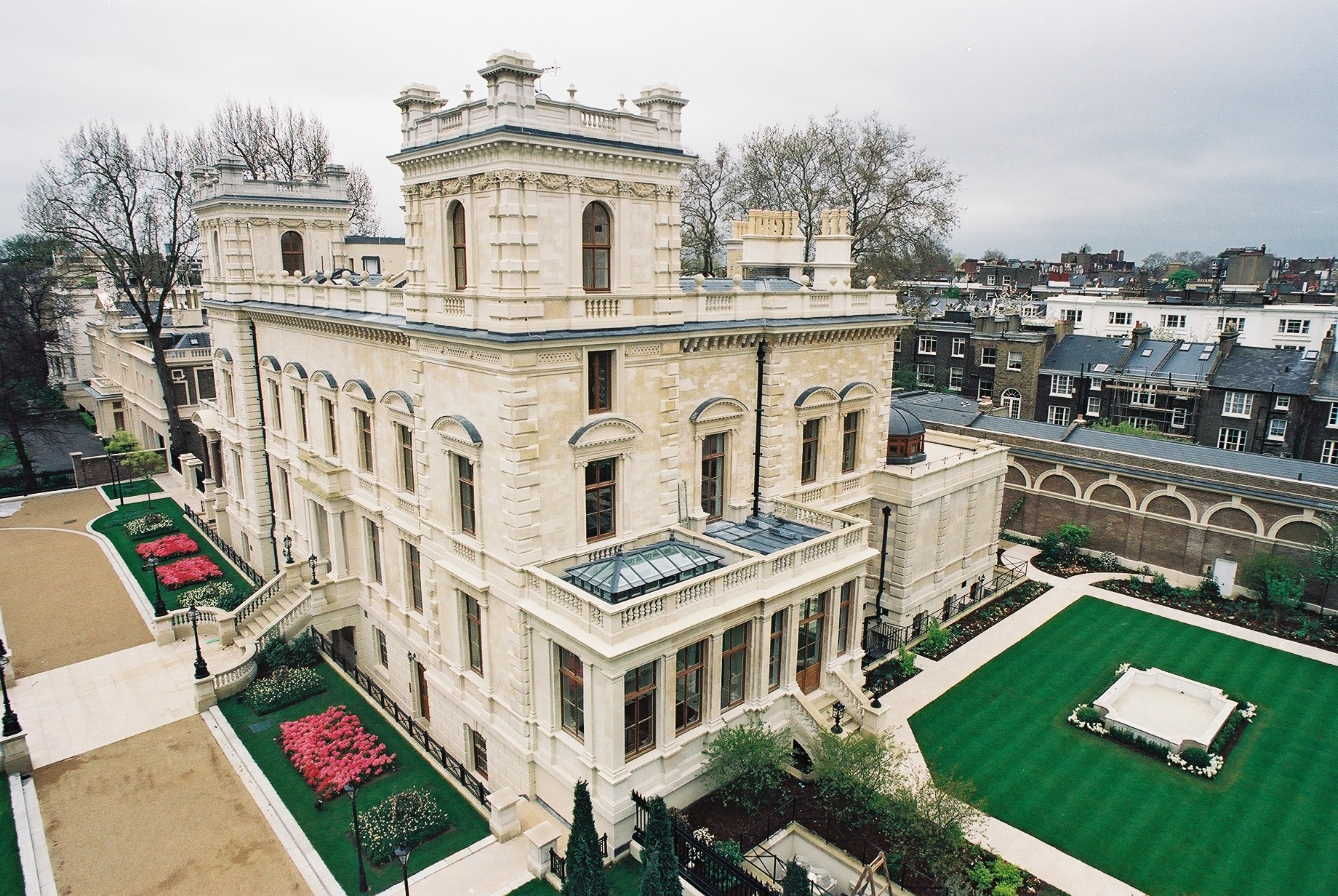
Pałac Rothschildów w Londynie
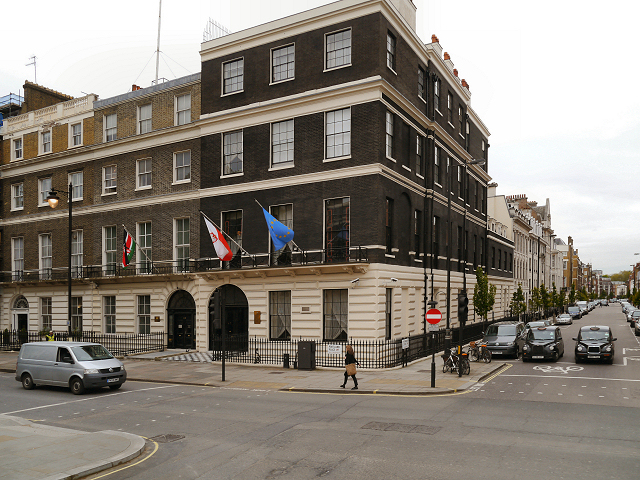
Budynek przy Portland Place 47 w Londynie
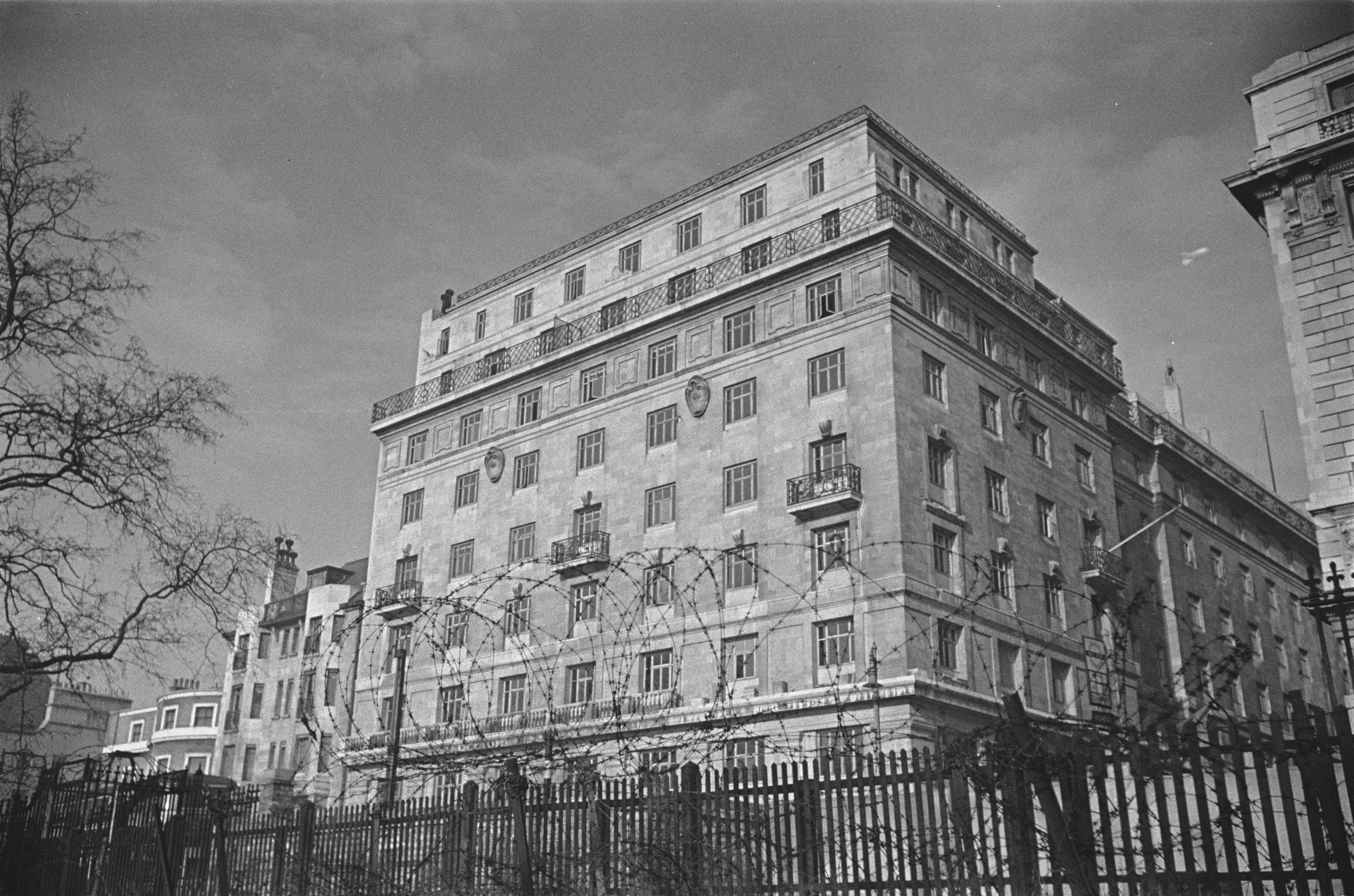
Stratton House w Londynie w 1942 roku
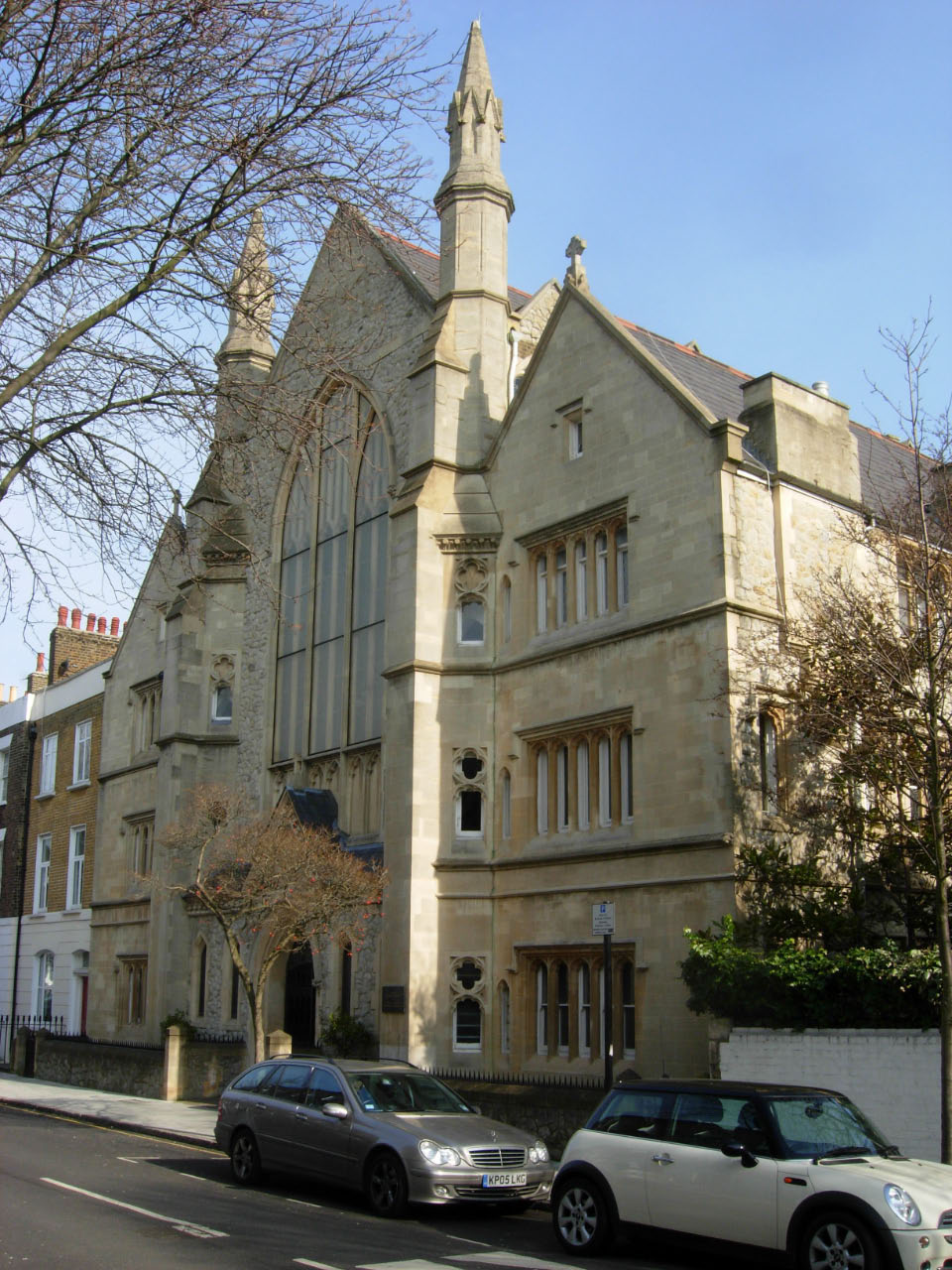
Polska Misja Katolicka

## Publikacje dokumentów
- W. Rojek (opr.): Protokoły posiedzeń Rady Ministrów Rzeczypospolitej Polskiej [1939–1945], t. I–VIII, Kraków 1994–2008
- Historia Rządu Emigracyjnego – Nagłe zerwanie i śmierć Sikorskiego, [w:] Zerwanie stosunków dyplomatycznych przez ZSRR – Polska w czasie II wojny światowej
- Informator Polski Wielka Brytania 2011–2012, Zjednoczenie Polskie w Wielkiej Brytanii Londyn 2011, 148 s., ISBN 0-9543217-23 ,